# Список фильмов о Шерлоке Холмсе
На этой странице приведён список фильмов, одним из героев которых является Шерлок Холмс — персонаж, созданный Артуром Конаном Дойлом. Шерлок Холмс является одним из самых популярных вымышленных персонажей в истории: фильмы, сериалы и анимационные фильмы снимают об этом герое практически каждый год по всему миру.

## 1891—1900
| Год  | Название                                               | Страна | Первоисточник                  | Режиссёр     | В ролях: Холмс / Ватсон |             |
| ---- | ------------------------------------------------------ | ------ | ------------------------------ | ------------ | ----------------------- | ----------- |
| 1900 | Озадаченный Шерлок Холмс англ. Sherlock Holmes Baffled | США    | оригинальный сценарий, пародия | Артур Марвин | неизвестно / нет        | [ 1 ] [ 2 ] |

## 1901—1910
| Год           | Название | Страна     | Первоисточник                                     | Режиссёр                         | В ролях: Холмс / Ватсон                                  |                     |
| ------------- | --- | ---------- | ------------------------------------------------- | -------------------------------- | -------------------------------------------------------- | ------------------- |
| 1903 или 1905 | Приключения Шерлока Холмса англ. Adventures of Sherlock Holmes                                                           | США        | «Знак четырёх»                                    | Теодор Либлер или Стюарт Блэктон | Морис Костелло или Брончо Билли Андерсон / Керл Беллью   | [ 2 ] [ 3 ]         |
| 1906 или 1907 | Возвращение Шерлока Холмса англ. Sherlock Holmes Returnes                                                                | неизвестно | неизвестно                                        | неизвестно                       | неизвестно / неизвестно                                  | [ 2 ]               |
| 1907          | Соперник Шерлока Холмса итал. Un rivale di Sherlock Holmes                                                               | Италия     | оригинальный сценарий                             | неизвестно                       | неизвестно / неизвестно                                  | [ 2 ] [ 4 ]         |
| 1908          | Шерлок Хохмс венг. Sherlock Hochmes                                                                                      | Венгрия    | неизвестно                                        | неизвестно                       | Кароли Бауман                                            | [ 5 ]               |
| 1908          | Шерлок Холмс и великая тайна убийства англ. Sherlock Holmes in the Great Murder Mystery                                  | США        | Эдгар Аллан По. «Убийство на улице Морг»          | неизвестно                       | неизвестно / неизвестно                                  | [ 6 ]               |
| 1908 или 1910 | Шедевр Шерлока Холмса нем. Ein Meisterstück von Sherlock Holmes                                                          | Германия   | неизвестно                                        | неизвестно                       | неизвестно / неизвестно                                  | [ 7 ] [ 8 ]         |
| 1908          | Жизнь Шерлока Холмса в опасности (также Шерлок Холмс I) дат. Sherlock Holmes i Livsfare (Sherlock Holmes I)              | Дания      | оригинальный сценарий                             | Вигго Ларсен                     | Вигго Ларсен / возможно Альвин Нойс                      | [ 9 ] [ 5 ] [ 10 ]  |
| 1908          | Раффлз бежит из тюрьмы (также Шерлок Холмс II) дат. Raffles Flugt Fra Faengslet (Sherlock Holmes II)                     | Дания      | оригинальный сценарий                             | Вигго Ларсен                     | Вигго Ларсен / возможно Альвин Нойс                      | [ 9 ] [ 5 ] [ 11 ]  |
| 1908          | Секретный документ (также Шерлок Холмс III) дат. Det Hemmelige Dokument (Sherlock Holmes III)                            | Дания      | оригинальный сценарий                             | Вигго Ларсен                     | Вигго Ларсен или Эйнар Сангенберг / возможно Альвин Нойс | [ 9 ] [ 5 ] [ 12 ]  |
| 1909          | Бриллианты певицы дат. Sangerindens Diamanter                                                                            | Дания      | оригинальный сценарий                             | Вигго Ларсен                     | Вигго Ларсен / возможно Альвин Нойс                      | [ 9 ] [ 5 ] [ 13 ]  |
| 1909          | Кэб № 519 дат. Droske Nr. 519                                                                                            | Дания      | оригинальный сценарий                             | Вигго Ларсен                     | Вигго Ларсен / возможно Альвин Нойс                      | [ 14 ] [ 15 ]       |
| 1909          | Седая дама дат. Den Grå Dame                                                                                             | Дания      | «Собака Баскервилей»                              | Вигго Ларсен                     | Вигго Ларсен / возможно Альвин Нойс                      | [ 4 ] [ 16 ] [ 17 ] |
| 1909          | Последний триумф Шерлока Холмса англ. The Latest Triumph of Sherlock Holmes                                              | Франция    | неизвестно                                        | неизвестно                       | неизвестно                                               | [ 18 ]              |
| 1909          | Детектив Барок Холмс и его собака нем. Detektiv Barock Holmes und sein Hund                                              | Франция    | неизвестно                                        | неизвестно                       | неизвестно                                               | [ 18 ]              |
| 1909          | Мисс Шерлок Холмс англ. Miss Sherlock Holmes                                                                             | США        | оригинальный сценарий                             | неизвестно                       | неизвестно                                               | [ 18 ]              |
| 1910          | Фальшивая гувернантка дат. Den Forklædte Guvernante                                                                      | Дания      | оригинальный сценарий                             | неизвестно                       | Отто Лагони или Хольгер-Мадсон / Альвин Нойс             | [ 9 ] [ 19 ]        |
| 1910          | Шерлок Холмс в руках мошенников дат. Sherlock Holmes i Bondefangerklger                                                  | Дания      | оригинальный сценарий                             | неизвестно                       | Отто Лагони / Альвин Нойс                                | [ 9 ] [ 20 ]        |
| 1910          | Чёрная рука дат. Den Sorte Haand                                                                                         | Дания      | оригинальный сценарий                             | Хольгер Расмуссен                | Хольгер Расмуссен или Отто Лагони / нет                  | [ 21 ] [ 22 ]       |
| 1910          | Миллионное завещание дат. Milliontestamentet                                                                             | Дания      | оригинальный сценарий                             | неизвестно                       | Альвин Нойс / нет                                        | [ 23 ] [ 22 ]       |
| 1910          | Гостиничные крысы дат. Hotelrotterne                                                                                     | Дания      | оригинальный сценарий                             | неизвестно                       | Эйнар Сангенберг / нет                                   | [ 22 ] [ 24 ]       |
| 1910          | Чёрный капюшон дат. Den Sorte Hætte                                                                                      | Дания      | оригинальный сценарий                             | Вильям Аугустинус                | Лауриц Ольсен / нет                                      | [ 25 ]              |
| 1910          | Арсен Люпен против Шерлока Холмса: Старый секретарь нем. Arsène Lupin contra Sherlock Holmes: Der alte Sekretär          | Германия   | Морис Леблан. «Арсен Люпен против Херлока Шолмса» | Вигго Ларсен                     | Вигго Ларсен / нет                                       | [ 17 ] [ 26 ]       |
| 1910          | Арсен Люпен против Шерлока Холмса: Голубой бриллиант нем. Arsène Lupin contra Sherlock Holmes: Der blaue Diamant         | Германия   | Морис Леблан. «Арсен Люпен против Херлока Шолмса» | Вигго Ларсен                     | Вигго Ларсен / нет                                       | [ 17 ] [ 26 ]       |
| 1910          | Арсен Люпен против Шерлока Холмса: Фальшивые Рембранты нем. Arsène Lupin contra Sherlock Holmes: Die falschen Rembrandts | Германия   | Морис Леблан. «Арсен Люпен против Херлока Шолмса» | Вигго Ларсен                     | Вигго Ларсен / нет                                       | [ 17 ] [ 26 ]       |

## 1911—1920
| Год           | Название | Страна                   | Первоисточник | Режиссёр                             | В ролях: Холмс / Ватсон                        |                      |
| ------------- | --- | ------------------------ | --- | ------------------------------------ | ---------------------------------------------- | -------------------- |
| 1911          | Арсен Люпен против Шерлока Холмса: Побег нем. Arsène Lupin contra Sherlock Holmes: Die Flucht                                     | Германия                 | Морис Леблан. «Арсен Люпен против Херлока Шолмса»                                                                | Вигго Ларсен                         | Вигго Ларсен / нет                             | [ 22 ] [ 26 ]        |
| 1911          | Арсен Люпен против Шерлока Холмса: Конец Арсена Люпена нем. Arsène Lupin contra Sherlock Holmes: Arsène Lupin Ende                | Германия                 | Морис Леблан. «Арсен Люпен против Херлока Шолмса»                                                                | Вигго Ларсен                         | Вигго Ларсен / нет                             | [ 22 ] [ 26 ]        |
| 1911          | Дело для Шерлока Холмса нем. Ein Fall für Sherlock Holmes                                                                         | Германия                 | оригинальный сценарий                                                                                            | Анри Адольф Мюллер                   | неизвестно / неизвестно                        | [ 7 ]                |
| 1911          | Шерлок Холмс против профессора Мориарти: Наследник Блумрода нем. Sherlock Holmes contra Professor Moryarty: Der Erbe von Bloomrod | Германия                 | оригинальный сценарий                                                                                            | Вигго Ларсен                         | Вигго Ларсен / неизвестно                      | [ 22 ] [ 27 ]        |
| 1911          | Приключения Шерлока Холмса фр. Les Aventures de Sherlock Holmès                                                                   | Франция                  | оригинальный сценарий                                                                                            | Викторен Жассе                       | Анри Гуже / неизвестно                         | [ 28 ]               |
| до 1912       | Умный, умнее, умнейший! нем. Schlau, schlauer, am schlauesten!                                                                    | Франция                  | оригинальный сценарий                                                                                            | неизвестно                           | неизвестно / неизвестно                        | [ 7 ]                |
| 1912          | Пёстрая лента англ. The Speckled Band                                                                                             | Франция · Великобритания | «Пёстрая лента»                                                                                                  | неизвестно                           | Жорж Тревиль / «Мистер Мойз»                   | [ 28 ] [ 29 ]        |
| 1912          | Рейгетские сквайры англ. The Reigate Squires                                                                                      | Франция · Великобритания | «Рейгетские сквайры»                                                                                             | неизвестно                           | Жорж Тревиль / «Мистер Мойз»                   | [ 28 ] [ 29 ] [ 30 ] |
| 1912          | Берилловая диадема англ. The Beryl Coronet                                                                                        | Франция · Великобритания | «Берилловая диадема»                                                                                             | неизвестно                           | Жорж Тревиль / «Мистер Мойз»                   | [ 28 ] [ 29 ] [ 30 ] |
| 1912          | Медные буки англ. The Adventure of the Copper Beeches                                                                             | Франция · Великобритания | «Медные буки» | неизвестно                           | Жорж Тревиль / «Мистер Мойз»                   | [ 28 ] [ 29 ] [ 30 ] |
| 1912          | Тайна Боскомской долины англ. A Mystery of Boscombe Vale                                                                          | Франция · Великобритания | «Тайна Боскомской долины»                                                                                        | неизвестно                           | Жорж Тревиль / «Мистер Мойз»                   | [ 28 ] [ 29 ] [ 30 ] |
| 1912          | Украденные бумаги англ. The Stolen Papers                                                                                         | Франция · Великобритания | «Морской договор»                                                                                                | неизвестно                           | Жорж Тревиль / «Мистер Мойз»                   | [ 28 ] [ 29 ] [ 30 ] |
| 1912          | Серебряный англ. Silver Blaze | Франция · Великобритания | «Серебряный» | неизвестно                           | Жорж Тревиль / «Мистер Мойз»                   | [ 28 ] [ 29 ] [ 30 ] |
| 1912          | Обряд дома Месгрейвов англ. The Musgrave Ritual                                                                                   | Франция · Великобритания | «Обряд дома Месгрейвов»                                                                                          | неизвестно                           | Жорж Тревиль / «Мистер Мойз»                   | [ 28 ] [ 29 ] [ 30 ] |
| 1913          | Шерлок Холмс решает загадку «знака четырёх» англ. Sherlock Holmes Solves «The Sign of Four»                                       | США                      | «Знак четырёх»                                                                                                   | неизвестно                           | Гарри Бенем / неизвестно                       | [ 31 ] [ 32 ]        |
| 1913          | Коготь Гриффарда (в США) англ. Griffard’s Claw / В орлиных коктях (в Великобритании) англ. In the Grip of the Eagle’s Claw        | Италия                   | оригинальный сценарий                                                                                            | неизвестно                           | неизвестно / неизвестно                        | [ 32 ]               |
| 1914          | Шерлок Холма против Доктора Морса нем. Sherlock Holmes contra Dr Mors                                                             | Германия                 | оригинальный сценарий                                                                                            | Рихард Освальд                       | Фердинанд Бонн / нет                           | [ 32 ]               |
| 1914          | Девушка Шерлок Холмс англ. The Sherlock Holmes Girl                                                                               | США                      | оригинальный сценарий                                                                                            | Чарлз Г. Франс                       | Блисс Милфорд (девушка) / нет                  | [ 18 ]               |
| 1914          | Этюд в багровых тонах англ. A Study in Scarlet                                                                                    | Великобритания           | «Этюд в багровых тонах»                                                                                          | Джордж Пирсон                        | Джеймс Брагингтон / нет                        | [ 33 ] [ 34 ]        |
| 1914          | Этюд в багровых тонах англ. A Study in Scarlet                                                                                    | США                      | «Этюд в багровых тонах»                                                                                          | Фрэнсис Форд                         | Фрэнсис Форд / Джек Фрэнсис                    | [ 35 ] [ 34 ] [ 36 ] |
| 1914          | Ночь ужаса дат. En raedsom nat | Дания                    | неизвестно | неизвестно                           | неизвестно / неизвестно                        | [ 32 ] [ 37 ]        |
| 1914          | Где она? дат. Hvem er hun? | Дания                    | неизвестно | Эм Грегерс                           | Эм Грегерс / неизвестно                        | [ 32 ]               |
| 1914          | Собака Баскервилей нем. Der Hund von Baskerville                                                                                  | Германия                 | «Собака Баскервилей», одноимённая пьеса Фердинанда Бонна, а также другие рассказы Артура Конан Дойла и Эдгара По | Рудольф Майнерт                      | Альвин Нойс / неизвестно                       | [ 32 ] [ 38 ]        |
| 1914          | Собака Баскервилей: Одинокий дом нем. Der Hund von Baskerville: Das einsame Haus                                                  | Германия                 | «Собака Баскервилей», одноимённая пьеса Фердинанда Бонна, а также другие рассказы Артура Конан Дойла и Эдгара По | Рудольф Майнерт                      | Альвин Нойс / неизвестно                       | [ 32 ] [ 38 ]        |
| 1915          | Собака Баскервилей: Таинственная комната нем. Der Hund von Baskerville: Das unheimliche Zimmer                                    | Германия                 | «Собака Баскервилей», одноимённая пьеса Фердинанда Бонна, а также другие рассказы Артура Конан Дойла и Эдгара По | Рихард Освальд                       | Альвин Нойс / неизвестно                       | [ 34 ] [ 38 ]        |
| 1915          | Собака Баскервилей: Сага о собаке Баскервилей нем. Der Hund von Baskerville: Dir Sage vom Hund von Baskerville                    | Германия                 | «Собака Баскервилей», одноимённая пьеса Фердинанда Бонна, а также другие рассказы Артура Конан Дойла и Эдгара По | Рихард Освальд                       | Альвин Нойс / неизвестно                       | [ 34 ] [ 38 ]        |
| 1915          | Собака Баскервилей: Тёмный за́мок нем. Der Hund von Baskerville: Das dunkle Schloß                                                 | Германия                 | «Собака Баскервилей», одноимённая пьеса Фердинанда Бонна, а также другие рассказы Артура Конан Дойла и Эдгара По | Вилли Цайн                           | Ойген Берг (или Бург) / неизвестно             | [ 34 ] [ 39 ]        |
| 1915          | Крик в ночи нем. Ein Schrei in der Nacht                                                                                          | Германия                 | неизвестно | Альвин Нойс                          | Альвин Нойс / неизвестно                       | [ 40 ]               |
| 1915          | Вильям Фосс, похититель миллионов нем. William Voss, der Millionendieb                                                            | Германия                 | оригинальный сценарий                                                                                            | Рудольф Майнерт                      | Теодор Бургарт / неизвестно                    | [ 41 ] [ 42 ] [ 43 ] |
| 1916          | Долина страха англ. The Valley of Fear                                                                                            | США                      | «Долина страха»                                                                                                  | Александер Батлер (предположительно) | Гарри Артур Сейнсберри / Артур Каллин          | [ 42 ] [ 44 ]        |
| 1916          | Шерлок Холмс англ. Sherlock Holmes                                                                                                | США                      | пьеса Уильяма Джиллетта «Шерлок Холмс»                                                                           | Артур Бертле                         | Уильям Джиллетт / Эдвард Филдинг               | [ 42 ] [ 45 ]        |
| ок. 1916      | Шерлок Холмс на каникулах нем. Sherlock Holmes auf Urlaub                                                                         | Германия                 | неизвестно | Карл Шёнфельд                        | неизвестно / неизвестно                        | [ 41 ] [ 42 ]        |
| 1916 или 1917 | Ночная встреча Шерлока Холмса нем. Sherlock Holmes nächtliche Begegnung                                                           | Германия                 | неизвестно | неизвестно                           | неизвестно / неизвестно                        | [ 41 ] [ 46 ]        |
| 1917          | Землетрясный двигатель нем. Die Erdstrommotor                                                                                     | Германия                 | неизвестно | Карл Хайнц Вольф                     | Хуго Флинк / нет                               | [ 41 ] [ 47 ]        |
| 1917          | Шкатулка нем. Die Kassette | Германия                 | неизвестно | Карл Хайнц Вольф                     | Хуго Флинк / нет                               | [ 41 ] [ 48 ]        |
| 1917          | Змеиное кольцо нем. Schlangenring                                                                                                 | Германия                 | возможно, «Пёстрая лента»                                                                                        | Карл Хайнц Вольф                     | Хуго Флинк или Фердинанд Бонн / нет            | [ 41 ] [ 49 ]        |
| 1918          | XYZ нем. XYZ | Германия                 | неизвестно | Карл Хайнц Вольф                     | неизвестно / нет                               | [ 41 ] [ 50 ]        |
| 1918          | Брокгауз, 13-й том нем. Brockhaus, Band 13                                                                                        | Германия                 | неизвестно | Карл Хайнц Вольф                     | Фердинанд Бонн (предположительно) / нет        | [ 41 ] [ 51 ]        |
| 1918          | Что он увидел в зеркале нем. Was er im Spiegel sah                                                                                | Германия                 | неизвестно | Карл Хайнц Вольф                     | Фердинанд Бонн (предположительно) / нет        | [ 41 ] [ 52 ]        |
| 1918          | Отравленная пломба нем. Die Giftplombe                                                                                            | Германия                 | неизвестно | Карл Хайнц Вольф                     | Фердинанд Бонн (предположительно) / нет        | [ 41 ] [ 53 ]        |
| 1918          | Судьба Ренаты Йонгк нем. Das Schicksal der Renate Yongk                                                                           | Германия                 | неизвестно | Карл Хайнц Вольф                     | Фердинанд Бонн (предположительно) / нет        | [ 41 ] [ 54 ]        |
| 1918          | Роттердам — Амстердам нем. Rotterdam-Amsterdam                                                                                    | Германия                 | неизвестно | Вигго Ларсен                         | Вигго Ларсен / неизвестно                      | [ 55 ] [ 56 ]        |
| 1919          | Табакарка кардинала нем. Die Dose des Kardinals "                                                                                 | Германия                 | неизвестно | Карл Хайнц Вольф                     | Фердинанд Бонн (предположительно) / неизвестно | [ 35 ] [ 41 ] [ 57 ] |
| 1919          | Первому прокурору нем. An den ersten Staatsanwalt                                                                                 | Германия                 | неизвестно | Карл Хайнц Вольф                     | Фердинанд Бонн (предположительно) / неизвестно | [ 41 ] [ 58 ]        |
| 1919          | Настоящий жемчуг нем. Echte Perlen                                                                                                | Германия                 | неизвестно | Карл Хайнц Вольф                     | Фердинанд Бонн (предположительно) / неизвестно | [ 35 ] [ 41 ] [ 59 ] |
| 1919          | Смерть в отеле «Сплендид» нем. Der Mord im Splendid-Hotel                                                                         | Германия                 | неизвестно | Карл Хайнц Вольф                     | Курт Бренкендорфф / неизвестно                 | [ 35 ] [ 41 ] [ 60 ] |
| 1919          | Индийский паук нем. Der indische Spinne                                                                                           | Германия                 | неизвестно | Карл Хайнц Вольф                     | Хуго Флинк / неизвестно                        | [ 35 ] [ 41 ]        |
| 1919          | Умерший три дня назад нем. Drei Tage tot                                                                                          | Германия                 | «Последнее дело Холмса»                                                                                          | Нильс Крисандер                      | неизвестно / неизвестно                        | [ 41 ] [ 61 ]        |
| 1920          | Собака Баскервилей: Санаторий доктора Макдоналда нем. Der Hund von Baskerville: Dr. Macdonalds Sanatorium                         | Германия                 | рассказ Ирене Даланд                                                                                             | Вилли Цайн                           | Эрих Кайзер-Тиц / неизвестно                   | [ 42 ] [ 62 ]        |
| 1920          | Собака Баскервилей: Дом без окон нем. Der Hund von Baskerville: Das Haus ohne Fenster                                             | Германия                 | неизвестно | Вилли Цайн                           | неизвестно / неизвестно                        | [ 61 ] [ 62 ]        |

## 1921—1930
| Год  | Название | Страна         | Первоисточник                          | Режиссёр               | В ролях: Холмс / Ватсон        |                      |
| ---- | --- | -------------- | -------------------------------------- | ---------------------- | ------------------------------ | -------------------- |
| 1921 | Дуэль сыщиков нем. Das Detektivduell | Германия       | неизвестно                             | Вали Арнхайм           | неизвестно / неизвестно        | [ 41 ]               |
| 1921 | Собака Баскервилей англ. The Hound of the Baskervilles | Великобритания | «Собака Баскервилей»                   | Морис Элви             | Эйл Норвуд / Хьюберт Уиллис    | [ 63 ]               |
| 1921 | Приключения Шерлока Холмса: Шерлок Холмс при смерти англ. The Adventures of Sherlock Holmes: The Dying Detective                                               | Великобритания | «Шерлок Холмс при смерти»              | Морис Элви             | Эйл Норвуд / Хьюберт Уиллис    | [ 64 ] [ 61 ]        |
| 1921 | Приключения Шерлока Холмса: Дьяволова нога англ. The Adventures of Sherlock Holmes: The Devil’s Foot                                                           | Великобритания | «Дьяволова нога»                       | Морис Элви             | Эйл Норвуд / Хьюберт Уиллис    | [ 64 ] [ 61 ]        |
| 1921 | Приключения Шерлока Холмса: Установление личности англ. The Adventures of Sherlock Holmes: A Case of Identity                                                  | Великобритания | «Установление личности»                | Морис Элви             | Эйл Норвуд / Хьюберт Уиллис    | [ 64 ] [ 61 ]        |
| 1921 | Приключения Шерлока Холмса: Жёлтое лицо англ. The Adventures of Sherlock Holmes: The Yellow Face                                                               | Великобритания | «Жёлтое лицо»                          | Морис Элви             | Эйл Норвуд / Хьюберт Уиллис    | [ 64 ] [ 61 ]        |
| 1921 | Приключения Шерлока Холмса: Союз рыжих англ. The Adventures of Sherlock Holmes: The Red-headed Leage                                                           | Великобритания | «Союз рыжих»                           | Морис Элви             | Эйл Норвуд / Хьюберт Уиллис    | [ 64 ] [ 61 ]        |
| 1921 | Приключения Шерлока Холмса: Постоянный пациент англ. The Adventures of Sherlock Holmes: The Resident Patien                                                    | Великобритания | «Постоянный пациент»                   | Морис Элви             | Эйл Норвуд / Хьюберт Уиллис    | [ 64 ] [ 65 ]        |
| 1921 | Приключения Шерлока Холмса: Скандал в Богемии англ. The Adventures of Sherlock Holmes: A Scandal in Bohemia                                                    | Великобритания | «Скандал в Богемии»                    | Морис Элви             | Эйл Норвуд / Хьюберт Уиллис    | [ 64 ] [ 66 ]        |
| 1921 | Приключения Шерлока Холмса: Человек с рассечённой губой англ. The Adventures of Sherlock Holmes: The Man with the Twisted Lip                                  | Великобритания | «Человек с рассечённой губой»          | Морис Элви             | Эйл Норвуд / Хьюберт Уиллис    | [ 64 ] [ 66 ]        |
| 1921 | Приключения Шерлока Холмса: Берилловая диадема англ. The Adventures of Sherlock Holmes: The Beryl Coronet                                                      | Великобритания | «Берилловая диадема»                   | Морис Элви             | Эйл Норвуд / Хьюберт Уиллис    | [ 64 ] [ 66 ]        |
| 1921 | Приключения Шерлока Холмса: Знатный холостяк англ. The Adventures of Sherlock Holmes: The Noble Bachelor                                                       | Великобритания | «Знатный холостяк»                     | Морис Элви             | Эйл Норвуд / Хьюберт Уиллис    | [ 64 ] [ 66 ]        |
| 1921 | Приключения Шерлока Холмса: Медные буки англ. The Adventures of Sherlock Holmes: The Copper Beeches                                                            | Великобритания | «Медные буки»                          | Морис Элви             | Эйл Норвуд / Хьюберт Уиллис    | [ 67 ] [ 66 ]        |
| 1921 | Приключения Шерлока Холмса: Пустой дом англ. The Adventures of Sherlock Holmes: The Empty House                                                                | Великобритания | «Пустой дом»                           | Морис Элви             | Эйл Норвуд / Хьюберт Уиллис    | [ 67 ] [ 66 ]        |
| 1921 | Приключения Шерлока Холмса: Тигр из Сан-Педро англ. The Adventures of Sherlock Holmes: The Tiger of San Pedro                                                  | Великобритания | «В Сиреневой Сторожке»                 | Морис Элви             | Эйл Норвуд / Хьюберт Уиллис    | [ 67 ] [ 66 ]        |
| 1921 | Приключения Шерлока Холмса: Случай в интернате англ. The Adventures of Sherlock Holmes: The Priory School                                                      | Великобритания | «Случай в интернате»                   | Морис Элви             | Эйл Норвуд / Хьюберт Уиллис    | [ 67 ] [ 68 ]        |
| 1921 | Приключения Шерлока Холмса: Одинокая велосипедистка англ. The Adventures of Sherlock Holmes: The Solitary Cyclist                                              | Великобритания | «Одинокая велосипедистка»              | Морис Элви             | Эйл Норвуд / Хьюберт Уиллис    | [ 67 ] [ 69 ]        |
| 1922 | Новые приключения Шерлока Холмса: Чарльз Огастес Милвертон англ. The Further Adventures of Sherlock Holmes: Charles Augustus Milverton                         | Великобритания | «Конец Чарльза Огастеса Милвертона»    | Джордж Ридгвелл        | Эйл Норвуд / Хьюберт Уиллис    | [ 70 ] [ 69 ]        |
| 1922 | Новые приключения Шерлока Холмса: Эбби-Грейндж англ. The Further Adventures of Sherlock Holmes: The Abbey Grange                                               | Великобритания | «Убийство в Эбби-Грейндж»              | Джордж Ридгвелл        | Эйл Норвуд / Хьюберт Уиллис    | [ 70 ] [ 69 ]        |
| 1922 | Новые приключения Шерлока Холмса: Подрядчик из Норвуда англ. The Further Adventures of Sherlock Holmes: The Norwood Builder                                    | Великобритания | «Подрядчик из Норвуда»                 | Джордж Ридгвелл        | Эйл Норвуд / Хьюберт Уиллис    | [ 70 ] [ 69 ]        |
| 1922 | Новые приключения Шерлока Холмса: Рейгетские сквайры англ. The Further Adventures of Sherlock Holmes: The Reigate Squires                                      | Великобритания | «Рейгетские сквайры»                   | Джордж Ридгвелл        | Эйл Норвуд / Хьюберт Уиллис    | [ 71 ] [ 69 ]        |
| 1922 | Новые приключения Шерлока Холмса: Морской договор англ. The Further Adventures of Sherlock Holmes: The Naval Treaty                                            | Великобритания | «Морской договор»                      | Джордж Ридгвелл        | Эйл Норвуд / Хьюберт Уиллис    | [ 71 ] [ 72 ]        |
| 1922 | Новые приключения Шерлока Холмса: Второе пятно англ. The Further Adventures of Sherlock Holmes: The Second Stain                                               | Великобритания | «Второе пятно»                         | Джордж Ридгвелл        | Эйл Норвуд / Хьюберт Уиллис    | [ 71 ] [ 72 ]        |
| 1922 | Новые приключения Шерлока Холмса: Алое кольцо англ. The Further Adventures of Sherlock Holmes: The Red Circle                                                  | Великобритания | «Алое кольцо»                          | Джордж Ридгвелл        | Эйл Норвуд / Хьюберт Уиллис    | [ 71 ] [ 72 ]        |
| 1922 | Новые приключения Шерлока Холмса: Шесть Наполеонов англ. The Further Adventures of Sherlock Holmes: The Six Napoleons                                          | Великобритания | «Шесть Наполеонов»                     | Джордж Ридгвелл        | Эйл Норвуд / Хьюберт Уиллис    | [ 71 ] [ 72 ]        |
| 1922 | Новые приключения Шерлока Холмса: Чёрный Питер англ. The Further Adventures of Sherlock Holmes: Black Peter                                                    | Великобритания | «Чёрный Питер»                         | Джордж Ридгвелл        | Эйл Норвуд / Хьюберт Уиллис    | [ 71 ] [ 72 ]        |
| 1922 | Новые приключения Шерлока Холмса: Чертежи Брюса-Партингтона англ. The Further Adventures of Sherlock Holmes: The Bruce-Partington Plans                        | Великобритания | «Чертежи Брюса-Партингтона»            | Джордж Ридгвелл        | Эйл Норвуд / Хьюберт Уиллис    | [ 71 ] [ 72 ]        |
| 1922 | Новые приключения Шерлока Холмса: Клерк из брокерской конторы англ. The Further Adventures of Sherlock Holmes: The Stockbroker’s Clerk                         | Великобритания | «Приключения клерка»                   | Джордж Ридгвелл        | Эйл Норвуд / Хьюберт Уиллис    | [ 71 ] [ 72 ]        |
| 1922 | Новые приключения Шерлока Холмса: Тайна Боскомской долины англ. The Further Adventures of Sherlock Holmes: The Boscombe Valley Mystery                         | Великобритания | «Тайна Боскомской долины»              | Джордж Ридгвелл        | Эйл Норвуд / Хьюберт Уиллис    | [ 71 ] [ 72 ]        |
| 1922 | Новые приключения Шерлока Холмса: Обряд дома Месгрейвов англ. The Further Adventures of Sherlock Holmes: The Musgrave Ritual                                   | Великобритания | «Обряд дома Месгрейвов»                | Джордж Ридгвелл        | Эйл Норвуд / Хьюберт Уиллис    | [ 71 ] [ 73 ]        |
| 1922 | Новые приключения Шерлока Холмса: Пенсне в золотой оправе англ. The Further Adventures of Sherlock Holmes: The Golden Pince-Nez                                | Великобритания | «Пенсне в золотой оправе»              | Джордж Ридгвелл        | Эйл Норвуд / Хьюберт Уиллис    | [ 71 ] [ 73 ]        |
| 1922 | Новые приключения Шерлока Холмса: Переводчик с греческого англ. The Further Adventures of Sherlock Holmes: The Greek Interpreter                               | Великобритания | «Случай с переводчиком»                | Джордж Ридгвелл        | Эйл Норвуд / Хьюберт Уиллис    | [ 71 ] [ 73 ]        |
| 1922 | Шерлок Холмс англ. Sherlock Holmes | США            | пьеса Уильяма Джиллетта «Шерлок Холмс» | Альберт Паркер         | Джон Берримор / Роланд Янг     | [ 74 ] [ 73 ]        |
| 1923 | Последние приключения Шерлока Холмса: Серебряный англ. The Last Adventures of Sherlock Holmes: Silver Blaze                                                    | Великобритания | «Серебряный»                           | Джордж Ридгвелл        | Эйл Норвуд / Хьюберт Уиллис    | [ 75 ] [ 73 ]        |
| 1923 | Последние приключения Шерлока Холмса: Пёстрая лента англ. The Last Adventures of Sherlock Holmes: The Speckled Band                                            | Великобритания | «Пёстрая лента»                        | Джордж Ридгвелл        | Эйл Норвуд / Хьюберт Уиллис    | [ 75 ] [ 73 ]        |
| 1923 | Последние приключения Шерлока Холмса: Глория Скотт англ. The Last Adventures of Sherlock Holmes: The Gloria Scott                                              | Великобритания | «Глория Скотт»                         | Джордж Ридгвелл        | Эйл Норвуд / Хьюберт Уиллис    | [ 75 ] [ 76 ]        |
| 1923 | Последние приключения Шерлока Холмса: Голубой карбункул англ. The Last Adventures of Sherlock Holmes: The Blue Carbuncle                                       | Великобритания | «Голубой карбункул»                    | Джордж Ридгвелл        | Эйл Норвуд / Хьюберт Уиллис    | [ 75 ] [ 77 ]        |
| 1923 | Последние приключения Шерлока Холмса: Палец инженера англ. The Last Adventures of Sherlock Holmes: The Engineer's Thumb                                        | Великобритания | «Палец инженера»                       | Джордж Ридгвелл        | Эйл Норвуд / Хьюберт Уиллис    | [ 75 ] [ 77 ]        |
| 1923 | Последние приключения Шерлока Холмса: Его прощальный поклон англ. The Last Adventures of Sherlock Holmes: His Last Bow                                         | Великобритания | «Его прощальный поклон»                | Джордж Ридгвелл        | Эйл Норвуд / Хьюберт Уиллис    | [ 75 ] [ 77 ]        |
| 1923 | Последние приключения Шерлока Холмса: Картонная коробка англ. The Last Adventures of Sherlock Holmes: The Cardboard Box                                        | Великобритания | «Картонная коробка»                    | Джордж Ридгвелл        | Эйл Норвуд / Хьюберт Уиллис    | [ 75 ] [ 77 ]        |
| 1923 | Последние приключения Шерлока Холмса: Исчезновение леди Фрэнсис Карфэкс англ. The Last Adventures of Sherlock Holmes: The Disappearance of Lady Frances Carfax | Великобритания | «Исчезновение леди Фрэнсис Карфэкс»    | Джордж Ридгвелл        | Эйл Норвуд / Хьюберт Уиллис    | [ 75 ] [ 77 ]        |
| 1923 | Последние приключения Шерлока Холмса: Три студента англ. The Last Adventures of Sherlock Holmes: The Three Students                                            | Великобритания | «Три студента»                         | Джордж Ридгвелл        | Эйл Норвуд / Хьюберт Уиллис    | [ 75 ] [ 73 ] [ 77 ] |
| 1923 | Последние приключения Шерлока Холмса: Пропавший регбист англ. The Last Adventures of Sherlock Holmes: The Missing Three-Quarter                                | Великобритания | «Пропавший регбист»                    | Джордж Ридгвелл        | Эйл Норвуд / Хьюберт Уиллис    | [ 75 ] [ 77 ]        |
| 1923 | Последние приключения Шерлока Холмса: Загадка Торского моста англ. The Last Adventures of Sherlock Holmes: The Mystery of Thor Bridge                          | Великобритания | «Загадка Торского моста»               | Джордж Ридгвелл        | Эйл Норвуд / Хьюберт Уиллис    | [ 75 ] [ 77 ]        |
| 1923 | Последние приключения Шерлока Холмса: Камень Мазарини англ. The Last Adventures of Sherlock Holmes: The Mazarin Stone                                          | Великобритания | «Камень Мазарини»                      | Джордж Ридгвелл        | Эйл Норвуд / Хьюберт Уиллис    | [ 75 ] [ 78 ]        |
| 1923 | Последние приключения Шерлока Холмса: Пляшущие человечки англ. The Last Adventures of Sherlock Holmes: The Dancing Men                                         | Великобритания | «Пляшущие человечки»                   | Джордж Ридгвелл        | Эйл Норвуд / Хьюберт Уиллис    | [ 75 ] [ 78 ]        |
| 1923 | Последние приключения Шерлока Холмса: Горбун англ. The Last Adventures of Sherlock Holmes: The Crooked Man                                                     | Великобритания | «Горбун»                               | Джордж Ридгвелл        | Эйл Норвуд / Хьюберт Уиллис    | [ 79 ] [ 78 ]        |
| 1923 | Последние приключения Шерлока Холмса: Последняя загадка англ. The Last Adventures of Sherlock Holmes: The Final Problem                                        | Великобритания | «Последнее дело Холмса»                | Джордж Ридгвелл        | Эйл Норвуд / Хьюберт Уиллис    | [ 80 ] [ 78 ]        |
| 1923 | Знак четырёх англ. The Sign of Four | Великобритания | «Знак четырёх»                         | Морис Элви             | Эйл Норвуд / Артур Каллин      | [ 81 ] [ 78 ]        |
| 1929 | Собака Баскервилей нем. Der Hund von Baskerville | Германия       | «Собака Баскервилей»                   | Рихард Освальд         | Карлайл Блэкуэлл / Жорж Серофф | [ 82 ] [ 78 ]        |
| 1929 | Возвращение Шерлока Холмса англ. Return of the Sherlock Holmes                                                                                                 | США            | оригинальный сценарий                  | Бэзил Дин и Клайв Брук | Клайв Брук / Гарри Ривз-Смит   | [ 83 ] [ 84 ]        |
| 1930 | Парамаунт на параде: Убийство проявится англ. Paramount on Parade: Murder Will Out                                                                             | США            | оригинальный сценарий, пародия         | Роуленд Ли Фрэнк Таттл | Клайв Брук / Гарри Ривз-Смит   | [ 85 ] [ 86 ] [ 87 ] |

## 1931—1940
| Год           | Название                                                                                            | Страна         | Первоисточник                                                                 | Режиссёр       | В ролях: Холмс / Ватсон              |                 |
| ------------- | --------------------------------------------------------------------------------------------------- | -------------- | ----------------------------------------------------------------------------- | -------------- | ------------------------------------ | --------------- |
| 1931          | Пёстрая лента англ. The Speckled Band                                                               | Великобритания | «Пёстрая лента»                                                               | Джек Реймонд   | Рэймонд Мэсси / Атоль Стюарт         | [ 88 ] [ 87 ]   |
| 1931          | Спящий кардинал англ. The Sleeping Cardinal                                                         | Великобритания | «Последнее дело Холмса» «Пустой дом»                                          | Лесли Хискотт  | Артур Уонтнер / Иан Флеминг          | [ 89 ] [ 87 ]   |
| 1931          | Детективная история Шерлока Холмса кит. 福爾摩斯偵探案                                              | Китай          | «Записки о Шерлоке Холмсе»                                                    | Ли Пинцянь     | Ли Пинцянь / Сяо Чжэн Чжун           | [ 90 ] [ 91 ]   |
| 1931 или 1932 | Собака Баскервилей англ. The Hound of the Baskervilles                                              | Великобритания | «Собака Баскервилей»                                                          | Гарет Гандри   | Роберт Рендел / Фредерик Ллойд       | [ 92 ] [ 87 ]   |
| 1932          | Великий сыщик Шерлок Холмс англ. Conan Doyle’s Master Detective Sherlock Holmes                     | США            | пьеса Уильяма Джиллетта «Шерлок Холмс»                                        | Уильям Ховард  | Клайв Брук / Реджинальд Оуэн         | [ 93 ] [ 94 ]   |
| 1932          | Знак четырёх: Величайшее дело Шерлока Холмса англ. The Sign of Four: Sherlock Holmes’ Greatest Case | Великобритания | «Знак четырёх»                                                                | Грэм Каттс     | Артур Уонтнер / Иэн Хантер           | [ 95 ] [ 94 ]   |
| 1932          | Пропавший Рембрандт англ. The Missing Rembrandt                                                     | Великобритания | «Конец Чарльза Огастеса Милвертона»                                           | Лесли Хискотт  | Артур Уонтнер / Иан Флеминг          | [ 96 ] [ 97 ]   |
| 1932          | Лёличек на службе у Шерлока Холмса чеш. Lelíček ve službách Sherlocka Holmese                       | Чехословакия   | оригинальный сценарий                                                         | Карел Ламач    | Мартин Фрич / нет                    | [ 94 ]          |
| 1933          | Этюд в багровых тонах англ. Study in Scarlet                                                        | США            | оригинальный сценарий, почти не имеющий отношения к одноимённой повести Дойля | Эдвин Л. Марин | Реджинальд Оуэн / Варбуртон Гэмбл    | [ 98 ] [ 99 ]   |
| 1934 или 1935 | Триумф Шерлока Холмса англ. The Triumph of Sherlock Holmes                                          | Великобритания | «Долина страха»                                                               | Лесли Хискотт  | Артур Уонтнер / Иан Флеминг          | [ 100 ]         |
| 1936          | Серебряный англ. Silver Blaze                                                                       | Великобритания | «Серебряный»                                                                  | Томас Бентли   | Артур Уонтнер / Иан Флеминг          | [ 101 ] [ 102 ] |
| 1937          | Cедая дама нем. Die graue Dame                                                                      | Германия       | пьеса Мюллера-Пуцики «Смерть неизвестного»                                    | Эрих Энгельс   | Херман Шпельманс (Джимми Вард) / нет | [ 103 ]         |
| 1937          | Собака Баскервилей нем. Der Hund von Baskerville                                                    | Германия       | «Собака Баскервилей»                                                          | Карел Ламач    | Бруно Гюттнер / Фриц Одемар          | [ 104 ] [ 105 ] |
| 1937          | Человек, который был Шерлоком Холмсом нем. Der Mann, der Sherlock Holmes war                        | Германия       | оригинальный сценарий                                                         | Карл Хартль    | Ханс Альберс / Хайнц Рюман           | [ 106 ]         |
| 1937          | Три Гарридеба англ. The Three Garridebs                                                             | США            | «Три Гарридеба»                                                               | Юстас Уайатт   | Луис Хектор / Уильям Подмор          | [ 107 ] [ 108 ] |
| 1939          | Собака Баскервилей англ. The Hound of the Baskervilles                                              | США            | «Собака Баскервилей»                                                          | Сидни Ланфилд  | Бэзил Рэтбоун / Найджел Брюс         | [ 109 ] [ 106 ] |
| 1939          | Приключения Шерлока Холмса англ. The Adventures of Sherlock Holmes                                  | США            | пьеса Уильяма Джиллетта «Шерлок Холмс»                                        | Альфред Веркер | Бэзил Рэтбоун / Найджел Брюс         | [ 110 ] [ 106 ] |

## 1941—1950
| Год     | Название                                                                                | Страна         | Первоисточник | Режиссёр       | В ролях: Холмс / Ватсон      |                 |
| ------- | --------------------------------------------------------------------------------------- | -------------- | --- | -------------- | ---------------------------- | --------------- |
| 1942    | Шерлок Холмс и голос ужаса англ. Sherlock Holmes and the Voice of Terror                | США            | «Его прощальный поклон» | Джон Ролинс    | Бэзил Рэтбоун / Найджел Брюс | [ 111 ] [ 112 ] |
| 1943    | Шерлок Холмс и секретное оружие англ. Sherlock Holmes and the Secret Weapon             | США            | «Пляшущие человечки» | Рой Уильям Нил | Бэзил Рэтбоун / Найджел Брюс | [ 113 ] [ 114 ] |
| 1943    | Шерлок Холмс в Вашингтоне англ. Sherlock Holmes in Washington                           | США            | «Морской договор» | Рой Уильям Нил | Бэзил Рэтбоун / Найджел Брюс | [ 115 ] [ 114 ] |
| 1943    | Шерлок Холмс перед лицом смерти англ. Sherlock Holmes Faces Death                       | США            | «Обряд дома Месгрейвов» | Рой Уильям Нил | Бэзил Рэтбоун / Найджел Брюс | [ 116 ]         |
| 1943    | Священное пламя угольного огня англ. The Sacred Flame Coal Fire                         | Великобритания | оригинальный сценарий | неизвестно     | неизвестно / неизвестно      | [ 117 ]         |
| 1944    | Паучиха англ. The Spider Woman                                                          | США            | оригинальный сценарий | Рой Уильям Нил | Бэзил Рэтбоун / Найджел Брюс | [ 118 ] [ 114 ] |
| 1944    | Багровый коготь англ. The Scarlet Claw                                                  | США            | оригинальный сценарий | Рой Уильям Нил | Бэзил Рэтбоун / Найджел Брюс | [ 119 ] [ 120 ] |
| 1944    | Жемчужина смерти англ. The Pearl of Death                                               | США            | «Шесть Наполеонов» | Рой Уильям Нил | Бэзил Рэтбоун / Найджел Брюс | [ 121 ] [ 122 ] |
| 1944    | Замок ужаса англ. The House of Fear                                                     | США            | «Пять зёрнышек апельсина»                                                                                                   | Рой Уильям Нил | Бэзил Рэтбоун / Найджел Брюс | [ 123 ] [ 122 ] |
| 1945    | Женщина в зелёном англ. The Woman in Green                                              | США            | оригинальный сценарий с элементами из рассказа «Пустой дом»                                                                 | Рой Уильям Нил | Бэзил Рэтбоун / Найджел Брюс | [ 124 ] [ 122 ] |
| 1945    | Бегство в Алжир англ. Pursuit to Algiers                                                | США            | оригинальный сценарий | Рой Уильям Нил | Бэзил Рэтбоун / Найджел Брюс | [ 125 ] [ 122 ] |
| 1946    | Ночной кошмар англ. Terror by Night                                                     | США            | оригинальный сценарий с элементами из рассказов «Пустой дом» и «Исчезновение леди Фрэнсис Карфэкс» и повести «Знак четырёх» | Рой Уильям Нил | Бэзил Рэтбоун / Найджел Брюс | [ 126 ] [ 122 ] |
| 1946    | Прелюдия к убийству англ. Dressed to Kill                                               | США            | оригинальный сценарий с элементами из рассказов «Скандал в Богемии» и «Одинокая велосипедистка»                             | Рой Уильям Нил | Бэзил Рэтбоун / Найджел Брюс | [ 127 ] [ 128 ] |
| 1947    | Арсен Люпен исп. Arsenio Lupin                                                          | Мексика        | роман Мориса Леблана «Арсен Люпен против Херлока Шолмса»                                                                    | Рамон Пеон     | Хосе Бавьера / нет           | [ 129 ]         |
| до 1949 | Шерлок Холмс перед лицом смерти нем. Sherlock Holmes siegt dem Tod in Gesicht           | США · Германия | оригинальный сценарий | Рой Уильям Нил | Бэзил Рэтбоун / Найджел Брюс | [ 128 ]         |
| до 1949 | Шерлок Холмс охотится за дьяволом из Сохо нем. Sherlock Holmes jadt den Teufel von Soho | США · Германия | оригинальный сценарий | Рой Уильям Нил | Бэзил Рэтбоун / Найджел Брюс | [ 128 ]         |
| 1949    | Время для шоу: Пёстрая лента англ. Your Show Time: The Adventure of the Speckled Band   | США            | «Пёстрая лента» | Соби Мартин    | Алан Напье / Мелвилл Купер   | [ 130 ] [ 128 ] |

## 1951—1960
| Год  | Название | Страна         | Первоисточник                                                | Режиссёр        | В ролях: Холмс / Ватсон                 |                 |
| ---- | --- | -------------- | ------------------------------------------------------------ | --------------- | --------------------------------------- | --------------- |
| 1951 | Для детей: Камень Мазарини англ. For the Children: The Adventure of the Mazarin Stone                                                                   | Великобритания | «Камень Мазарини»                                            | неизвестен      | Эндрю Осборн / Филип Кинг               | [ 131 ] [ 108 ] |
| 1951 | Мы представляем Алана Уитли в Роле Шерлока Холмса в «Пустом доме» англ. We Present Alan Wheatley as Mr Sherlock Holmes in The Empty House               | Великобритания | «Пустой дом»                                                 | Росс Фоуд       | Алан Уитли / Реймонд Франсис            | [ 132 ] [ 108 ] |
| 1951 | Мы представляем Алана Уитли в Роле Шерлока Холмса в «Скандале в Богемии» англ. We Present Alan Wheatley as Mr Sherlock Holmes in A Scandal in Bohemia   | Великобритания | «Скандал в Богемии»                                          | Росс Фоуд       | Алан Уитли / Реймонд Франсис            | [ 132 ] [ 108 ] |
| 1951 | Мы представляем Алана Уитли в Роле Шерлока Холмса в «Последнем деле Холмса» англ. We Present Alan Wheatley as Mr Sherlock Holmes in The Dying Detective | Великобритания | «Последнее дело Холмса»                                      | Росс Фоуд       | Алан Уитли / Реймонд Франсис            | [ 132 ] [ 108 ] |
| 1951 | Мы представляем Алана Уитли в Роле Шерлока Холмса в «Рейгетских сквайрах» англ. We Present Alan Wheatley as Mr Sherlock Holmes in The Reigate Squires   | Великобритания | «Рейгетские сквайры»                                         | Росс Фоуд       | Алан Уитли / Реймонд Франсис            | [ 132 ] [ 108 ] |
| 1951 | Мы представляем Алана Уитли в Роле Шерлока Холмса в «Союзе рыжих» англ. We Present Alan Wheatley as Mr Sherlock Holmes in The Read-headed leage         | Великобритания | «Союз рыжих»                                                 | Росс Фоуд       | Алан Уитли / Реймонд Франсис            | [ 132 ] [ 108 ] |
| 1951 | Мы представляем Алана Уитли в Роле Шерлока Холмса во «Втором пятне» англ. We Present Alan Wheatley as Mr Sherlock Holmes in The Second Stain            | Великобритания | «Второе пятно»                                               | Росс Фоуд       | Алан Уитли / Реймонд Франсис            | [ 132 ] [ 108 ] |
| 1951 | Пропавший человек англ. The Man Who Disappeared | Великобритания | «Человек с рассечённой губой»                                | Ричард Грей     | Джон Лонгден / Кэмпбелл Сингер          | [ 133 ]         |
| 1953 | Саспенс: Приключения Чёрного Баронета англ. Suspense: The Adventure of the Black Baronet                                                                | США            | одноимённая книга Адриана Конана Дойла и Джона Диксона Карра | Роберт Маллиган | Бэзил Рэтбоун / Мартин Грин             | [ 134 ] [ 108 ] |
| 1954 | Шерлок Холмс: Дело о наследстве Канингема англ. Sherlock Holmes: The Case of the Cunningham Heritage                                                    | США · Франция  | «Этюд в багровых тонах»                                      | Джек Гейдж      | Рональд Ховард / Ховард Марион-Кроуфорд | [ 135 ] [ 128 ] |
| 1954 | Шерлок Холмс: Дело леди Берил англ. Sherlock Holmes: The Case of Lady Beryl                                                                             | США · Франция  | оригинальный сценарий                                        | Джек Гейдж      | Рональд Ховард / Ховард Марион-Кроуфорд | [ 135 ] [ 136 ] |
| 1954 | Шерлок Холмс: Дело о пенсильванском ружье англ. Sherlock Holmes: The Case of the Pennsylvania Gun                                                       | США · Франция  | «Долина страха»                                              | Шелдон Рейнолдс | Рональд Ховард / Ховард Марион-Кроуфорд | [ 135 ] [ 136 ] |
| 1954 | Шерлок Холмс: Дело техасской пастушки англ. Sherlock Holmes: The Case of the Texas Cowgirl                                                              | США · Франция  | оригинальный сценарий                                        | Стив Превин     | Рональд Ховард / Ховард Марион-Кроуфорд | [ 135 ] [ 137 ] |
| 1954 | Шерлок Холмс: Дело о воинственном призраке англ. Sherlock Holmes: Case of the Belligerent Ghost                                                         | США · Франция  | оригинальный сценарий                                        | Шелдон Рейнолдс | Рональд Ховард / Ховард Марион-Кроуфорд | [ 135 ] [ 136 ] |
| 1954 | Шерлок Холмс: Дело стеснительной балерины англ. Sherlock Holmes: The Case of the Shy Ballerina                                                          | США · Франция  | оригинальный сценарий                                        | Шелдон Рейнолдс | Рональд Ховард / Ховард Марион-Кроуфорд | [ 135 ] [ 136 ] |
| 1954 | Шерлок Холмс: Дело о винтропской легенде англ. Sherlock Holmes: The Case of the Winthrop Legend                                                         | США · Франция  | оригинальный сценарий                                        | Джек Гейдж      | Рональд Ховард / Ховард Марион-Кроуфорд | [ 135 ] [ 136 ] |
| 1954 | Шерлок Холмс: Дело слепца-обманщика англ. Sherlock Holmes: The Case of the Blind Man’s Bluff                                                            | США · Франция  | оригинальный сценарий                                        | Шелдон Рейнолдс | Рональд Ховард / Ховард Марион-Кроуфорд | [ 135 ] [ 137 ] |
| 1954 | Шерлок Холмс: Дело Гарри Крокера англ. Sherlock Holmes: The Case of Harry Crocker                                                                       | США · Франция  | оригинальный сценарий                                        | Шелдон Рейнолдс | Рональд Ховард / Ховард Марион-Кроуфорд | [ 135 ] [ 137 ] |
| 1954 | Шерлок Холмс: Дело матушки Хаббард англ. Sherlock Holmes: The Mother Hubbard Case                                                                       | США · Франция  | оригинальный сценарий                                        | Джек Гейдж      | Рональд Ховард / Ховард Марион-Кроуфорд | [ 135 ] [ 136 ] |
| 1954 | Шерлок Холмс: Дело о союзе рыжих англ. Sherlock Holmes: The Red-Headed League                                                                           | США · Франция  | «Союз рыжих»                                                 | Шелдон Рейнолдс | Рональд Ховард / Ховард Марион-Кроуфорд | [ 135 ] [ 136 ] |
| 1954 | Шеклок Холмс при смерти нем. Sherlock Holmes liegt im Sterben                                                                                           | Германия       | «Шерлок Холмс при смерти»                                    | Петер Хорн      | Эрнст Фриц Фюрбрингер / Харальд Маннль  | [ 138 ]         |
| 1955 | Шерлок Холмс: Дело босого инженера англ. Sherlock Holmes: The Case of the Shoeless Engineer                                                             | США · Франция  | «Палец инженера»                                             | Стив Превин     | Рональд Ховард / Ховард Марион-Кроуфорд | [ 135 ] [ 136 ] |
| 1955 | Шерлок Холмс: Дело о разорванном билете англ. Sherlock Holmes: The Case of the Split Ticket                                                             | США · Франция  | оригинальный сценарий                                        | Стив Превин     | Рональд Ховард / Ховард Марион-Кроуфорд | [ 139 ] [ 137 ] |
| 1955 | Шерлок Холмс: Дело переводчика с французского англ. Sherlock Holmes: "The Case of the French Interpreter                                                | США · Франция  | «Случай с переводчиком»                                      | Стив Превин     | Рональд Ховард / Ховард Марион-Кроуфорд | [ 139 ] [ 137 ] |
| 1955 | Шерлок Холмс: Дело о поющей скрипке англ. Sherlock Holmes: The Case of the Singing Violin                                                               | США · Франция  | оригинальный сценарий                                        | Стив Превин     | Рональд Ховард / Ховард Марион-Кроуфорд | [ 139 ] [ 137 ] |
| 1955 | Шерлок Холмс: Дело о грейстоунской надписи англ. Sherlock Holmes: The Case of the Greystone Inscription                                                 | США · Франция  | оригинальный сценарий                                        | Стив Превин     | Рональд Ховард / Ховард Марион-Кроуфорд | [ 139 ] [ 137 ] |
| 1955 | Шерлок Холмс: Дело о смеющейся мумии англ. Sherlock Holmes: The Case of the Laughing Mummy                                                              | США · Франция  | оригинальный сценарий                                        | Шелдон Рейнолдс | Рональд Ховард / Ховард Марион-Кроуфорд | [ 139 ] [ 137 ] |
| 1955 | Шерлок Холмс: Дело чертополошьего убийцы англ. Sherlock Holmes: The Case of the Thistle Killer                                                          | США · Франция  | оригинальный сценарий                                        | Стив Превин     | Рональд Ховард / Ховард Марион-Кроуфорд | [ 139 ] [ 136 ] |
| 1955 | Шерлок Холмс: Дело о пропавшем сыщике англ. Sherlock Holmes: The Case of the Vanished Detective                                                         | США · Франция  | оригинальный сценарий                                        | Стив Превин     | Рональд Ховард / Ховард Марион-Кроуфорд | [ 139 ] [ 137 ] |
| 1955 | Шерлок Холмс: Дело беспечной суфражистки англ. Sherlock Holmes: The Case of the Careless Suffragette                                                    | США · Франция  | оригинальный сценарий                                        | Джек Гейдж      | Рональд Ховард / Ховард Марион-Кроуфорд | [ 139 ] [ 137 ] |
| 1955 | Шерлок Холмс: Дело упрямого плотника англ. Sherlock Holmes: The Case of the Reluctant Carpenter                                                         | США · Франция  | оригинальный сценарий                                        | Стив Превин     | Рональд Ховард / Ховард Марион-Кроуфорд | [ 139 ] [ 137 ] |
| 1955 | Шерлок Холмс: Дело о смертельном пророчестве англ. Sherlock Holmes: The Case of the Deadly Prophecy                                                     | США · Франция  | оригинальный сценарий                                        | Шелдон Рейнолдс | Рональд Ховард / Ховард Марион-Кроуфорд | [ 139 ] [ 136 ] |
| 1955 | Шерлок Холмс: Дело о рождественском пудинге англ. Sherlock Holmes: The Case of the Christmas Pudding                                                    | США · Франция  | оригинальный сценарий                                        | Стив Превин     | Рональд Ховард / Ховард Марион-Кроуфорд | [ 139 ] [ 137 ] |
| 1955 | Шерлок Холмс: Дело о ночном поезде англ. Sherlock Holmes: The Case of the Night Train Riddle                                                            | США · Франция  | оригинальный сценарий                                        | Стив Превин     | Рональд Ховард / Ховард Марион-Кроуфорд | [ 139 ] [ 137 ] |
| 1955 | Шерлок Холмс: Дело жестокого просителя англ. Sherlock Holmes: The Case of the Violent Suitor                                                            | США · Франция  | оригинальный сценарий                                        | Стив Превин     | Рональд Ховард / Ховард Марион-Кроуфорд | [ 139 ] [ 137 ] |
| 1955 | Шерлок Холмс: Дело служанок с Бейкер-стрит англ. Sherlock Holmes: The Case of the Baker Street Nursemaids                                               | США · Франция  | оригинальный сценарий                                        | Шелдон Рейнолдс | Рональд Ховард / Ховард Марион-Кроуфорд | [ 139 ] [ 137 ] |
| 1955 | Шерлок Холмс: Дело идеального мужа англ. Sherlock Holmes: The Case of the Perfect Husband                                                               | США · Франция  | оригинальный сценарий                                        | Стив Превин     | Рональд Ховард / Ховард Марион-Кроуфорд | [ 139 ] [ 137 ] |
| 1955 | Шерлок Холмс: Дело весёлого висельника англ. Sherlock Holmes: The Case of the Jolly Hangman                                                             | США · Франция  | оригинальный сценарий                                        | Стив Превин     | Рональд Ховард / Ховард Марион-Кроуфорд | [ 139 ] [ 137 ] |
| 1955 | Шерлок Холмс: Дело о самозванце англ. Sherlock Holmes: The Case of the Impostor Mystery                                                                 | США · Франция  | оригинальный сценарий                                        | Стив Превин     | Рональд Ховард / Ховард Марион-Кроуфорд | [ 139 ] [ 137 ] |
| 1955 | Шерлок Холмс: Дело Эйфелевой башни англ. Sherlock Holmes: The Case of the Eiffel Tower                                                                  | США · Франция  | оригинальный сценарий                                        | Стив Превин     | Рональд Ховард / Ховард Марион-Кроуфорд | [ 140 ] [ 141 ] |
| 1955 | Шерлок Холмс: Дело выкопанного клиента англ. Sherlock Holmes: The Case of the Exhumed Client                                                            | США · Франция  | оригинальный сценарий                                        | Стив Превин     | Рональд Ховард / Ховард Марион-Кроуфорд | [ 142 ] [ 141 ] |
| 1955 | Шерлок Холмс: Дело об импровизации англ. Sherlock Holmes: The Case of the Impromptu Performance                                                         | США · Франция  | оригинальный сценарий                                        | Стив Превин     | Рональд Ховард / Ховард Марион-Кроуфорд | [ 142 ] [ 137 ] |
| 1955 | Шерлок Холмс: Дело холостяков с Бейкер-стрит англ. Sherlock Holmes: The Case of the Baker Street Bachelors                                              | США · Франция  | оригинальный сценарий                                        | Стив Превин     | Рональд Ховард / Ховард Марион-Кроуфорд | [ 142 ] [ 141 ] |
| 1955 | Шерлок Холмс: Дело о королевском убийстве англ. Sherlock Holmes: The Case of the Royal Murder                                                           | США · Франция  | оригинальный сценарий                                        | Стив Превин     | Рональд Ховард / Ховард Марион-Кроуфорд | [ 143 ] [ 141 ] |
| 1955 | Шерлок Холмс: Дело о гейнсборском ужасе англ. Sherlock Holmes: The Case of the Haunted Gainsborough                                                     | США · Франция  | оригинальный сценарий                                        | Стив Превин     | Рональд Ховард / Ховард Марион-Кроуфорд | [ 143 ] [ 141 ] |
| 1955 | Шерлок Холмс: Дело о нервном сыщике англ. Sherlock Holmes: The Case of the Neurotic Detective                                                           | США · Франция  | оригинальный сценарий                                        | Стив Превин     | Рональд Ховард / Ховард Марион-Кроуфорд | [ 143 ] [ 141 ] |
| 1955 | Шерлок Холмс: Дело о неудачливом игроке англ. Sherlock Holmes: The Case of the Unlucky Gambler                                                          | США · Франция  | оригинальный сценарий                                        | Стив Превин     | Рональд Ховард / Ховард Марион-Кроуфорд | [ 143 ] [ 144 ] |
| 1955 | Шерлок Холмс: Дело о бриллиантовом зубе англ. Sherlock Holmes: The Case of the Diamond Tooth                                                            | США · Франция  | оригинальный сценарий                                        | Шелдон Рейнолдс | Рональд Ховард / Ховард Марион-Кроуфорд | [ 143 ] [ 137 ] |
| 1955 | Шерлок Холмс: Дело дочери тирана англ. Sherlock Holmes: The Case of the Tyrant's Daughter                                                               | США · Франция  | оригинальный сценарий                                        | Стив Превин     | Рональд Ховард / Ховард Марион-Кроуфорд | [ 143 ] [ 137 ] |
| 1955 | Собака Баскервилей нем. Der Hund von Baskerville | Германия       | «Собака Баскервилей»                                         | Фриц Умгельтер  | Вольф Аква / Арнульф Шрёдер             | [ 104 ]         |
| 1958 | Долина страха пол. Dolina strachu | Польша         | «Долина страха»                                              | Чеслав Шпакович | Тадеуш Бялощиньский / Станислав Либнер  | [ 145 ]         |
| 1959 | Собака Баскервилей англ. The Hound of the Baskervilles                                                                                                  | Великобритания | «Собака Баскервилей»                                         | Теренс Фишер    | Питер Кашинг / Андре Морелл             | [ 146 ] [ 141 ] |
| 1959 | Бесконечное приключение англ. Endless Adventure | Великобритания | неизвестно                                                   | Джон Франкау    | Грэм Крауден / Уильям Мервин            | [ 147 ]         |

## 1961—1970
| Год  | Название | Страна                      | Первоисточник                                         | Режиссёр          | В ролях: Холмс / Ватсон             |                         |
| ---- | --- | --------------------------- | ----------------------------------------------------- | ----------------- | ----------------------------------- | ----------------------- |
| 1962 | Шерлок Холмс и смертоносное ожерелье нем. Sherlock Holmes und das Halsband des Todes                                                       | Германия · Италия · Франция | оригинальный сценарий                                 | Теренс Фишер      | Кристофер Ли / Торли Уолтерс        | [ 148 ] [ 141 ]         |
| 1964 | Детектив: Пёстрая лента англ. Detective: The Speckled Band                                                                                 | Великобритания              | «Пёстрая лента»                                       | Робин Мидгли      | Дуглас Уилмер / Найджел Сток        | [ 149 ] [ 108 ]         |
| 1965 | Шерлок Холмс: Знатный клиент англ. Sherlock Holmes: The Illustrious Client                                                                 | Великобритания              | «Знатный клиент»                                      | Питер Сэсди       | Дуглас Уилмер / Найджел Сток        | [ 150 ] [ 151 ]         |
| 1965 | Шерлок Холмс: Дьяволова нога англ. Sherlock Holmes: The Devil's Foot                                                                       | Великобритания              | «Дьяволова нога»                                      | Макс Варнел       | Дуглас Уилмер / Найджел Сток        | [ 152 ] [ 151 ]         |
| 1965 | Шерлок Холмс: Медные буки англ. Sherlock Holmes: The Copper Beeches                                                                        | Великобритания              | «Медные буки»                                         | Гарет Дейвис      | Дуглас Уилмер / Найджел Сток        | [ 152 ] [ 151 ]         |
| 1965 | Шерлок Холмс: Союз рыжих англ. Sherlock Holmes: The Red-Headed League                                                                      | Великобритания              | «Союз рыжих»                                          | Питер Дьюгид      | Дуглас Уилмер / Найджел Сток        | [ 152 ] [ 151 ]         |
| 1965 | Шерлок Холмс: Эбби-Грейндж англ. Sherlock Holmes: The Abbey Grange                                                                         | Великобритания              | «Убийство в Эбби-Грейндж»                             | Питер Креджин     | Дуглас Уилмер / Найджел Сток        | [ 152 ] [ 151 ]         |
| 1965 | Шерлок Холмс: Шесть Наполеонов англ. Sherlock Holmes: The Six Napoleons                                                                    | Великобритания              | «Шесть Наполеонов»                                    | Гарет Дейвис      | Дуглас Уилмер / Найджел Сток        | [ 152 ] [ 151 ]         |
| 1965 | Шерлок Холмс: Человек с рассечённой губой англ. Sherlock Holmes: The Man with the Twisted Lip                                              | Великобритания              | «Человек с рассечённой губой»                         | Эрик Тейлер       | Дуглас Уилмер / Найджел Сток        | [ 153 ] [ 151 ]         |
| 1965 | Шерлок Холмс: Берилловая диадема англ. Sherlock Holmes: The Beryl Coronet                                                                  | Великобритания              | «Берилловая диадема»                                  | Макс Варнел       | Дуглас Уилмер / Найджел Сток        | [ 154 ] [ 151 ]         |
| 1965 | Шерлок Холмс: Чертежи Брюса-Партингтона англ. Sherlock Holmes: The Bruce-Partington Plans                                                  | Великобритания              | «Чертежи Брюса-Партингтона»                           | Шон Саттон        | Дуглас Уилмер / Найджел Сток        | [ 154 ] [ 151 ]         |
| 1965 | Шерлок Холмс: Чарльз Огастес Милвертон англ. Sherlock Holmes: Charles Augustus Milverton                                                   | Великобритания              | «Конец Чарльза Огастеса Милвертона»                   | Филип Дадли       | Дуглас Уилмер / Найджел Сток        | [ 154 ] [ 151 ]         |
| 1965 | Шерлок Холмс: Москательщик на покое англ. Sherlock Holmes: The Retired Colourman                                                           | Великобритания              | «Москательщик на покое»                               | Майкл Хейз        | Дуглас Уилмер / Найджел Сток        | [ 154 ] [ 151 ]         |
| 1965 | Шерлок Холмс: Исчезновение леди Фрэнсис Карфэкс англ. Sherlock Holmes: The Disappearance of Lady Frances Carfax                            | Великобритания              | «Исчезновение леди Фрэнсис Карфэкс»                   | Шон Саттон        | Дуглас Уилмер / Найджел Сток        | [ 154 ] [ 151 ]         |
| 1965 | Этюд о страхе англ. A Study in Terror | Великобритания              | Эллери Куин. «Шерлок Холмс против Джека-Потрошителя»  | Джеймс Хилл       | Джон Невилл / Дональд Хьюстон       | [ 155 ] [ 156 ] [ 157 ] |
| 1967 | Шерлок Холмс: Пёстрая лента нем. Sherlock Holmes: Das gefleckte Band                                                                       | Германия                    | «Пёстрая лента»                                       | Пауль Май         | Эрих Шеллов / Пауль Эдвин Рот       | [ 158 ]                 |
| 1967 | Шерлок Холмс: Шесть раз Наполеон нем. Sherlock Holmes: Sechsmal Napoleon                                                                   | Германия                    | «Шесть Наполеонов»                                    | Пауль Май         | Эрих Шеллов / Пауль Эдвин Рот       | [ 158 ]                 |
| 1967 | Шерлок Холмс: Союз рыжих нем. Sherlock Holmes: Die Liga der Rothaarigen                                                                    | Германия                    | «Союз рыжих»                                          | Пауль Май         | Эрих Шеллов / Пауль Эдвин Рот       | [ 158 ]                 |
| 1967 | Шерлок Холмс: Чертежи Брюса-Партингтона нем. Sherlock Holmes: Die Bruce-Partington-Pläne                                                   | Германия                    | «Чертежи Брюса-Партингтона»                           | Пауль Май         | Эрих Шеллов / Пауль Эдвин Рот       | [ 158 ]                 |
| 1968 | Шерлок Холмс: Берилловая диадема нем. Sherlock Holmes: Das Beryll-Diadem                                                                   | Германия                    | «Берилловая диадема»                                  | Пауль Май         | Эрих Шеллов / Пауль Эдвин Рот       | [ 159 ]                 |
| 1968 | Шерлок Холмс: Дом у буков нем. Sherlock Holmes: Das Haus bei den Blutbuchen                                                                | Германия                    | «Медные буки»                                         | Пауль Май         | Эрих Шеллов / Пауль Эдвин Рот       | [ 159 ]                 |
| 1968 | Шерлок Холмс: Долина страха итал. Sherlock Holmes: La valle della paura                                                                    | Италия                      | «Долина страха»                                       | Гульельмо Моранди | Нандо Гаццоло / Джанни Бонагура     | [ 159 ]                 |
| 1968 | Шерлок Холмс: Последний из Баскервилей итал. Sherlock Holmes: L’ultimo dei Baskerville                                                     | Италия                      | «Собака Баскервилей»                                  | Гульельмо Моранди | Нандо Гаццоло / Джанни Бонагура     | [ 159 ]                 |
| 1968 | Шерлок Холмс Сэра Артура Конана Дойля: Второе пятно англ. Sir Arthur Conan Doyle’s Sherlock Holmes: The Second Stain                       | Великобритания              | «Второе пятно»                                        | Анри Сафран       | Питер Кушинг / Найджел Сток         | [ 160 ] [ 151 ]         |
| 1968 | Шерлок Холмс Сэра Артура Конана Дойля: Этюд в багровых тонах англ. Sir Arthur Conan Doyle’s Sherlock Holmes: A Study in Scarlet            | Великобритания              | «Этюд в багровых тонах»                               | Анри Сафран       | Питер Кушинг / Найджел Сток         | [ 160 ] [ 151 ]         |
| 1968 | Шерлок Холмс Сэра Артура Конана Дойля: Пляшущие человечки англ. Sir Arthur Conan Doyle’s Sherlock Holmes: The Dancing Men                  | Великобритания              | «Пляшущие человечки»                                  | Уильям Стерлинг   | Питер Кушинг / Найджел Сток         | [ 160 ] [ 151 ]         |
| 1968 | Шерлок Холмс Сэра Артура Конана Дойля: Собака Баскервилей англ. Sir Arthur Conan Doyle’s Sherlock Holmes: The Hound of the Baskervilles    | Великобритания              | «Собака Баскервилей»                                  | Грэм Эванс        | Питер Кушинг / Найджел Сток         | [ 161 ] [ 151 ]         |
| 1968 | Шерлок Холмс Сэра Артура Конана Дойля: Тайна Боскомской долины англ. Sir Arthur Conan Doyle’s Sherlock Holmes: The Boscombe Valley Mystery | Великобритания              | «Тайна Боскомской долины»                             | Викторс Рителис   | Питер Кушинг / Найджел Сток         | [ 162 ] [ 151 ]         |
| 1968 | Шерлок Холмс Сэра Артура Конана Дойля: Переводчик с греческого англ. Sir Arthur Conan Doyle’s Sherlock Holmes: The Greek Interpreter       | Великобритания              | «Случай с переводчиком»                               | Дейвид Сэр        | Питер Кушинг / Найджел Сток         | [ 162 ] [ 151 ]         |
| 1968 | Шерлок Холмс Сэра Артура Конана Дойля: Морской договор англ. Sir Arthur Conan Doyle’s Sherlock Holmes: The Naval Treaty                    | Великобритания              | «Морской договор»                                     | Энтони Кири       | Питер Кушинг / Найджел Сток         | [ 162 ] [ 151 ]         |
| 1968 | Шерлок Холмс Сэра Артура Конана Дойля: Торский мост англ. Sir Arthur Conan Doyle’s Sherlock Holmes: Thor Bridge                            | Великобритания              | «Загадка Торского моста»                              | Энтони Кири       | Питер Кушинг / Найджел Сток         | [ 162 ] [ 151 ]         |
| 1968 | Шерлок Холмс Сэра Артура Конана Дойля: Обряд дома Месгрейвов англ. Sir Arthur Conan Doyle’s Sherlock Holmes: The Musgrave Ritual           | Великобритания              | «Обряд дома Месгрейвов»                               | Викторс Рителис   | Питер Кушинг / Найджел Сток         | [ 162 ] [ 151 ]         |
| 1968 | Шерлок Холмс Сэра Артура Конана Дойля: Чёрный Питер англ. Sir Arthur Conan Doyle’s Sherlock Holmes: Black Peter                            | Великобритания              | «Чёрный Питер»                                        | Энтони Кири       | Питер Кушинг / Найджел Сток         | [ 163 ] [ 151 ]         |
| 1968 | Шерлок Холмс Сэра Артура Конана Дойля: В Сиреневой Сторожке англ. Sir Arthur Conan Doyle’s Sherlock Holmes: Wisteria Lodge                 | Великобритания              | «В Сиреневой Сторожке»                                | Роджер Дженкинс   | Питер Кушинг / Найджел Сток         | [ 164 ] [ 165 ]         |
| 1968 | Шерлок Холмс Сэра Артура Конана Дойля: Загадка поместья Шоскомб англ. Sir Arthur Conan Doyle’s Sherlock Holmes: Shoscombe Old Place        | Великобритания              | «Загадка поместья Шоскомб»                            | Билл Бейн         | Питер Кушинг / Найджел Сток         | [ 164 ] [ 165 ]         |
| 1968 | Шерлок Холмс Сэра Артура Конана Дойля: Одинокая велосипедистка англ. Sir Arthur Conan Doyle’s Sherlock Holmes: The Solitary Cyclist        | Великобритания              | «Одинокая велосипедистка»                             | Викторс Рителис   | Питер Кушинг / Найджел Сток         | [ 164 ] [ 165 ]         |
| 1968 | Шерлок Холмс Сэра Артура Конана Дойля: Знак четырёх англ. Sir Arthur Conan Doyle’s Sherlock Holmes: The Sign of Four                       | Великобритания              | «Знак четырёх»                                        | Уильям Стерлинг   | Питер Кушинг / Найджел Сток         | [ 164 ] [ 165 ]         |
| 1968 | Шерлок Холмс Сэра Артура Конана Дойля: Голубой карбункул англ. Sir Arthur Conan Doyle’s Sherlock Holmes: The Blue Carbuncle                | Великобритания              | «Голубой карбункул»                                   | Билл Бейн         | Питер Кушинг / Найджел Сток         | [ 166 ] [ 165 ]         |
| 1968 | Первое дело доктора Уотсона | СССР                        | «Этюд в багровых тонах»                               | Владимир Эуфер    | Николай Волков / Владимир Корецкий  | [ 167 ]                 |
| 1968 | Женщина, которая... | СССР                        | неизвестно                                            | Владимир Эуфер    | Николай Волков / Анатолий Кацынский | [ 168 ]                 |
| 1969 | Сыщики и министры | СССР                        | «Второе пятно» Агата Кристи. «Авгиевы конюшни»        | неизвестен        | Василий Лановой / Лев Дуров         | [ 169 ]                 |
| 1970 | Частная жизнь Шерлока Холмса англ. The Private Life of Sherlock Holmes                                                                     | США                         | Майкл и Молли Хардвик. «Частная жизнь Шерлока Холмса» | Билли Уайлдер     | Роберт Стивенс / Колин Блэйкли      | [ 170 ] [ 171 ]         |

## 1971—1980
| Год  | Название | Страна                  | Первоисточник                                         | Режиссёр            | В ролях: Холмс / Ватсон                                           |                 |
| ---- | --- | ----------------------- | ----------------------------------------------------- | ------------------- | ----------------------------------------------------------------- | --------------- |
| 1971 | Собака Баскервилей | СССР                    | «Собака Баскервилей»                                  | Антонина Зиновьева  | Николай Волков / Лев Круглый                                      | [ 172 ]         |
| 1971 | Возможно, они великаны англ. They Might Be Giants | США                     | оригинальный сценарий, пародия                        | Энтони Харви        | Джордж Кэмпбелл Скотт (Джастин Плейфэйр) / Джоан Вудворд          | [ 173 ] [ 171 ] |
| 1972 | Желание Шерлока Холмса чеш. Touha Sherlocka Holmese | Чехословакия            | оригинальный сценарий, пародия                        | Степан Скальский    | Радован Лукавский / Вацлав Воска                                  | [ 174 ] [ 171 ] |
| 1972 | Собака Баскервилей англ. The Hound of the Baskervilles | США                     | «Собака Баскервилей»                                  | Барри Крейн         | Стюарт Грейнджер / Бернард Фокс                                   | [ 175 ] [ 171 ] |
| 1973 | Комеди Плейхаус представляет: Элементарно, мой дорогой Ватсон: Мёртвые адвокаты англ. Comedy Playhouse Presents: Elementary, My Dear Watson: The Strange Case of the Dead Solicitors | Великобритания          | оригинальный сценарий                                 | Харолд Сноуд        | Джон Клиз / Уильям Раштон                                         | [ 176 ] [ 165 ] |
| 1974 | Ещё раз о Шерлоке Холмсе | СССР                    | «Долина страха»                                       | Давид Карасик       | Сергей Юрский / Михаил Данилов                                    | [ 177 ]         |
| 1974 | Доктор Ватсон и тайна Дарквотер-холла: Особенное приключение англ. Doctor Watson and the Darkwater Hall Mystery: A Singular Adventure                                                | Великобритания          | оригинальный сценарий                                 | Джеймс Селлан Джонс | нет / Эдвард Фокс                                                 | [ 178 ] [ 165 ] |
| 1974 | Знак четырёх (в Германии) нем. Das Zeichen der Vier Месье Шерлок Холмс (во Франции) фр. Monsieur Sherlock Holmès                                                                     | Германия · Франция      | «Знак четырёх»                                        | Жан-Пьер Декур      | Рольф Бекер / Роже Люмон                                          | [ 130 ] [ 179 ] |
| 1975 | Приключения более умного брата Шерлока Холмса англ. The Adventures of Sherlock Holmes’ Smarter Brother                                                                               | США                     | оригинальный сценарий, пародия                        | Джин Уайлдер        | Дуглас Уилмер / Торли Уолтерс                                     | [ 180 ]         |
| 1976 | Критическое решение англ. The Seven-Per-Cent Solution | США                     | Николас Мейер. «Семипроцентный раствор»               | Герберт Росс        | Никол Уильямсон / Роберт Дюваль                                   | [ 181 ]         |
| 1976 | Шерлок Холмс в Нью-Йорке англ. Sherlock Holmes in New York | США                     | оригинальный сценарий                                 | Борис Сагал         | Роджер Мур / Патрик Макни                                         | [ 182 ]         |
| 1977 | Странный конец цивилизации, какой мы её знаем англ. The Strange Case of the End of Civilisation As We Know It                                                                        | Великобритания          | оригинальный сценарий, пародия                        | Джозеф Макграт      | Джон Клиз (Артур Шерлок-Холмс) / Артур Лоу (Доктор Уильям Ватсон) | [ 183 ]         |
| 1977 | Классика тайны и опасности: Серебряный англ. Classics Dark and Damgerous: Silver Blaze                                                                                               | Великобритания · Канада | «Серебряный»                                          | Джек Дейвис         | Кристофер Пламмер / Торли Уолтерс                                 | [ 184 ]         |
| 1978 | Собака Баскервилей англ. The Hound of the Baskervilles | Великобритания          | «Собака Баскервилей», пародия                         | Пол Моррисси        | Питер Кук / Дадли Мур                                             | [ 185 ]         |
| 1979 | Голубой карбункул | СССР                    | «Голубой карбункул» пародия                           | Николай Лукьянов    | Альгимантас Масюлис / Эрнст Романов                               | [ 186 ]         |
| 1979 | Убийство по приказу англ. Murder By Decree | Канада · Великобритания | книга Элвина Джонса и Джона Ллойда «Дело потрошителя» | Боб Кларк           | Кристофер Пламмер / Джеймс Мейсон                                 | [ 187 ]         |
| 1979 | Шерлок Холмс и доктор Ватсон: Причина для убийства англ. Sherlock Holmes and Doctor Watson: A Motive for Murder                                                                      | США · Польша            | оригинальный сценарий                                 | Шелдон Рейнолдс     | Джоффри Уайтхед / Дональд Пикеринг                                | [ 188 ]         |
| 1979 | Шерлок Холмс и доктор Ватсон: Дело о пёстрой ленте англ. Sherlock Holmes and Doctor Watson: The Case of the Speckled Band                                                            | США · Польша            | «Пёстрая лента»                                       | Шелдон Рейнолдс     | Джоффри Уайтхед / Дональд Пикеринг                                | [ 188 ]         |
| 1979 | Шерлок Холмс и доктор Ватсон: Улийство в день летнего солнцестояния англ. Sherlock Holmes and Doctor Watson: Murder on a Midsummer's Eve                                             | США · Польша            | «Долина страха»                                       | Шелдон Рейнолдс     | Джоффри Уайтхед / Дональд Пикеринг                                | [ 188 ]         |
| 1979 | Шерлок Холмс и доктор Ватсон: Четыре минус четыре равно один англ. Sherlock Holmes and Doctor Watson: Four Minus Four is One                                                         | США · Польша            | оригинальный сценарий                                 | Шелдон Рейнолдс     | Джоффри Уайтхед / Дональд Пикеринг                                | [ 188 ]         |
| 1979 | Шерлок Холмс и доктор Ватсон: Дело об идеальном преступлении англ. Sherlock Holmes and Doctor Watson: The Case of the Perfect Crime                                                  | США · Польша            | ремейк эпизода 1954 года                              | Роналд Стивенс      | Джоффри Уайтхед / Дональд Пикеринг                                | [ 188 ]         |
| 1979 | Шерлок Холмс и доктор Ватсон: Дело Гарри Ригби англ. Sherlock Holmes and Doctor Watson: The Case of Harry Rigby                                                                      | США · Польша            | оригинальный сценарий                                 | Вэл Гест            | Джоффри Уайтхед / Дональд Пикеринг                                | [ 188 ]         |
| 1979 | Шерлок Холмс и доктор Ватсон: Дело слепца-обманщика англ. Sherlock Holmes and Doctor Watson: The Case of the Blind Man’s Bluff                                                       | США · Польша            | ремейк эпизода 1954 года                              | Питер Сэсди         | Джоффри Уайтхед / Дональд Пикеринг                                | [ 188 ]         |
| 1979 | Шерлок Холмс и доктор Ватсон: Дело высшей надёжности англ. Sherlock Holmes and Doctor Watson: A Case of High Security                                                                | США · Польша            | оригинальный сценарий                                 | Ройд Уорд Бейкер    | Джоффри Уайтхед / Дональд Пикеринг                                | [ 188 ]         |
| 1979 | Шерлок Холмс и доктор Ватсон: Дело Гарри Крокера англ. Sherlock Holmes and Doctor Watson: The Case of Harry Crocker                                                                  | США · Польша            | ремейк эпизода 1954 года                              | Фредди Фрэнсис      | Джоффри Уайтхед / Дональд Пикеринг                                | [ 188 ]         |
| 1979 | Шерлок Холмс и доктор Ватсон: Дело о смертельном пророчестве англ. Sherlock Holmes and Doctor Watson: The Case of the Deadly Prophecy                                                | США · Польша            | ремейк эпизода 1954 года                              | Фредди Фрэнсис      | Джоффри Уайтхед / Дональд Пикеринг                                | [ 188 ]         |
| 1979 | Шерлок Холмс и доктор Ватсон: Дело служанок с Бейкер-стрит англ. Sherlock Holmes and Doctor Watson: The Case of the Baker Street Nursemaids                                          | США · Польша            | ремейк эпизода 1954 года                              | Вэл Гест            | Джоффри Уайтхед / Дональд Пикеринг                                | [ 188 ]         |
| 1979 | Шерлок Холмс и доктор Ватсон: Дело о присвоенном письме англ. Sherlock Holmes and Doctor Watson: The Case of the Purloined Letter                                                    | США · Польша            | оригинальный сценарий                                 | Вэл Гест            | Джоффри Уайтхед / Дональд Пикеринг                                | [ 188 ]         |
| 1979 | Шерлок Холмс и доктор Ватсон: Дело о финальном занавесе англ. Sherlock Holmes and Doctor Watson: The Case of the Final Curtain                                                       | США · Польша            | оригинальный сценарий                                 | Вэл Гест            | Джоффри Уайтхед / Дональд Пикеринг                                | [ 188 ]         |
| 1979 | Шерлок Холмс и доктор Ватсон: Дело трёх братьев англ. Sherlock Holmes and Doctor Watson: The Case of the Three Brothers                                                              | США · Польша            | оригинальный сценарий                                 | Вэл Гест            | Джоффри Уайтхед / Дональд Пикеринг                                | [ 188 ]         |
| 1979 | Шерлок Холмс и доктор Ватсон: Дело о трупе в ящике англ. Sherlock Holmes and Doctor Watson: The Case of the Body in the Case                                                         | США · Польша            | оригинальный сценарий                                 | Ройд Уорд Бейкер    | Джоффри Уайтхед / Дональд Пикеринг                                | [ 188 ]         |
| 1979 | Шерлок Холмс и доктор Ватсон: Дело о смертельной башне англ. Sherlock Holmes and Doctor Watson: The Case of the Deadly Tower                                                         | США · Польша            | оригинальный сценарий                                 | Ройд Уорд Бейкер    | Джоффри Уайтхед / Дональд Пикеринг                                | [ 188 ]         |
| 1979 | Шерлок Холмс и доктор Ватсон: Дело Смита и Смита англ. Sherlock Holmes and Doctor Watson: The Case of Smith & Smythe                                                                 | США · Польша            | оригинальный сценарий                                 | Ройд Уорд Бейкер    | Джоффри Уайтхед / Дональд Пикеринг                                | [ 188 ]         |
| 1979 | Шерлок Холмс и доктор Ватсон: Дело о неудачливом игроке англ. Sherlock Holmes and Doctor Watson: The Case of the Luckless Gambler                                                    | США · Польша            | ремейк эпизода 1954 года                              | Ройд Уорд Бейкер    | Джоффри Уайтхед / Дональд Пикеринг                                | [ 188 ]         |
| 1979 | Шерлок Холмс и доктор Ватсон: Дело сморщенных голов англ. Sherlock Holmes and Doctor Watson: The Case of the Shrunken Heads                                                          | США · Польша            | оригинальный сценарий                                 | Вэл Гест            | Джоффри Уайтхед / Дональд Пикеринг                                | [ 188 ]         |
| 1979 | Шерлок Холмс и доктор Ватсон: Дело о макгрудерских миллионах англ. Sherlock Holmes and Doctor Watson: The Case of Magruder’s Millions                                                | США · Польша            | оригинальный сценарий                                 | Вэл Гест            | Джоффри Уайтхед / Дональд Пикеринг                                | [ 188 ]         |
| 1979 | Шерлок Холмс и доктор Ватсон: Дело убийцы-путешественника англ. Sherlock Holmes and Doctor Watson: The Case of the Travelling Killer                                                 | США · Польша            | оригинальный сценарий                                 | Вэл Гест            | Джоффри Уайтхед / Дональд Пикеринг                                | [ 188 ]         |
| 1979 | Шерлок Холмс и доктор Ватсон: Дело другого призрака англ. Sherlock Holmes and Doctor Watson: The Case of the Other Ghost                                                             | США · Польша            | оригинальный сценарий                                 | Вэл Гест            | Джоффри Уайтхед / Дональд Пикеринг                                | [ 188 ]         |
| 1979 | Шерлок Холмс и доктор Ватсон: Дело сидящей мишени англ. Sherlock Holmes and Doctor Watson: The Case of the Sitting Target                                                            | США · Польша            | оригинальный сценарий                                 | Аурелио Круньола    | Джоффри Уайтхед / Дональд Пикеринг                                | [ 188 ]         |
| 1979 | Шерлок Холмс и доктор Ватсон: Дело семьи Клоуз-Ниperfт англ. Sherlock Holmes and Doctor Watson: The Case of the Close-Knit Family                                                    | США · Польша            | оригинальный сценарий                                 | Шелдон Рейнолдс     | Джоффри Уайтхед / Дональд Пикеринг                                | [ 188 ]         |
| 1979 | Шерлок Холмс и доктор Ватсон: Знакомство | СССР                    | «Пёстрая лента»                                       | Игорь Масленников   | Василий Ливанов / Виталий Соломин                                 | [ 189 ]         |
| 1979 | Шерлок Холмс и доктор Ватсон: Кровавая надпись | СССР                    | «Знак четырёх»                                        | Игорь Масленников   | Василий Ливанов / Виталий Соломин                                 | [ 189 ]         |
| 1980 | Приключения Шерлока Холмса и доктора Ватсона: Король Шантажа | СССР                    | «Конец Чарльза Огастеса Милвертона»                   | Игорь Масленников   | Василий Ливанов / Виталий Соломин                                 | [ 190 ]         |
| 1980 | Приключения Шерлока Холмса и доктора Ватсона: Смертельная Схватка | СССР                    | «Последнее дело Холмса»                               | Игорь Масленников   | Василий Ливанов / Виталий Соломин                                 | [ 190 ]         |
| 1980 | Приключения Шерлока Холмса и доктора Ватсона: Охота на тигра | СССР                    | «Пустой дом»                                          | Игорь Масленников   | Василий Ливанов / Виталий Соломин                                 | [ 190 ]         |
| 1980 | Таинственный детский театр: Сокровище Альфеуста Винтерборна англ. The Children’s Mystery Theater: The Treasure of Alpheus T. Winterborn                                              | США                     |                                                       | Марри Голден        | Кит Макконнелл / Лори Мэйн                                        | [ 191 ]         |

## 1981—1990
| Год  | Название | Страна                 | Первоисточник                                                                       | Режиссёр                                               | В ролях: Холмс / Ватсон                                                  |         |
| ---- | --- | ---------------------- | ----------------------------------------------------------------------------------- | ------------------------------------------------------ | ------------------------------------------------------------------------ | ------- |
| 1981 | Приключения Шерлока Холмса и доктора Ватсона: Собака Баскервилей                                                              | СССР                   | «Собака Баскервилей»                                                                | Игорь Масленников                                      | Василий Ливанов / Виталий Соломин                                        | [ 192 ] |
| 1982 | Молодой Шерлок: Тайна поместья англ. Young Sherlock: The Mystery of the Manor House                                           | Великобритания         | оригинальный сценарий                                                               | Николас Фергюсон                                       | Гай Генри / нет                                                          | [ 193 ] |
| 1982 | Собака Баскервилей англ. The Hound of the Baskervilles                                                                        | Великобритания         | «Собака Баскервилей»                                                                | Питер Дьюгид                                           | Том Бейкер / Теренс Ригби                                                | [ 194 ] |
| 1983 | Приключения Шерлока Холмса и доктора Ватсона: Сокровища Агры                                                                  | СССР                   | «Знак четырёх» «Скандал в Богемии»                                                  | Игорь Масленников                                      | Василий Ливанов / Виталий Соломин                                        | [ 192 ] |
| 1983 | Ребята с Бейкер-стрит: Исчезнувшая полевая сумка англ. The Baker Street Boys: The Adventure of the Disappearing Dispatch Case | Великобритания         | оригинальный сценарий                                                               | Мерлин Фокс                                            | Роджер Остайм / Хьюберт Риз                                              | [ 195 ] |
| 1983 | Ребята с Бейкер-стрит: Призрак Джулиана Мидвинтера англ. The Baker Street Boys: The Ghost of Julian Midwinter                 | Великобритания         | оригинальный сценарий                                                               | Майкл Керриган                                         | Роджер Остайм / Хьюберт Риз                                              | [ 195 ] |
| 1983 | Ребята с Бейкер-стрит: Скарабей с чёлкой англ. The Baker Street Boys: The Adventure of the Winged Scarab                      | Великобритания         | оригинальный сценарий                                                               | Мерлин Фокс                                            | Роджер Остайм / Хьюберт Риз                                              | [ 196 ] |
| 1983 | Ребята с Бейкер-стрит: Пленённый ясновидец англ. The Baker Street Boys: The Case of the Captive Clairvoyant                   | Великобритания         | оригинальный сценарий                                                               | Майкл Керриган                                         | Роджер Остайм / Хьюберт Риз                                              | [ 197 ] |
| 1983 | Собака Баскервилей англ. The Hound of the Baskervilles                                                                        | Великобритания         | «Собака Баскервилей»                                                                | Дуглас Хайкокс                                         | Йен Ричардсон / Доналд Черчиль                                           | [ 198 ] |
| 1983 | Знак четырёх англ. Sir Arthur Conan Doyle’s The Sign of Four                                                                  | Великобритания         | «Знак четырёх»                                                                      | Десмонд Дейвис                                         | Йен Ричардсон / Дейвид Хили                                              | [ 199 ] |
| 1983 | Шерлок Холмс и проклятье Баскервилей англ. Sherlock Holmes and the Baskerville Curse                                          | Австралия              |                                                                                     | Йен Маккензи и Алекс Николас                           | Питер О’Тул (голос) / неизвестен                                         |         |
| 1984 | Маски смерти англ. The Masks of Death                                                                                         | Великобритания         | оригинальный сценарий                                                               | Ройд Уорд Бейкер                                       | Питер Кушинг / Джон Миллс                                                | [ 200 ] |
| 1984 | Великий детектив Холмс яп. 名探偵ホームズ                                                                                     | Япония                 |                                                                                     | Хаяо Миядзаки                                          | Тайтиро Хирокава (озвучка) / Косэй Томита (озвучка)                      |         |
| 1984 | Приключения Шерлока Холмса: Скандал в Богемии англ. The Adventures Of Sherlock Holmes: A Scandal in Bohemia                   | Великобритания         | «Скандал в Богемии»                                                                 | Пол Аннетт                                             | Джереми Бретт / Дейвид Бёрк                                              | [ 201 ] |
| 1984 | Приключения Шерлока Холмса: Пляшущие человечки англ. The Adventures Of Sherlock Holmes: The Dancing Men                       | Великобритания         | «Пляшущие человечки»                                                                | Джон Брюс                                              | Джереми Бретт / Дейвид Бёрк                                              | [ 201 ] |
| 1984 | Приключения Шерлока Холмса: Морской договор англ. The Adventures Of Sherlock Holmes: The Naval Treaty                         | Великобритания         | «Морской договор»                                                                   | Алан Гринт                                             | Джереми Бретт / Дейвид Бёрк                                              | [ 202 ] |
| 1984 | Приключения Шерлока Холмса: Одинокая велосипедистка англ. The Adventures Of Sherlock Holmes: The Solitary Cyclist             | Великобритания         | «Одинокая велосипедистка»                                                           | Пол Аннетт                                             | Джереми Бретт / Дейвид Бёрк                                              | [ 202 ] |
| 1984 | Приключения Шерлока Холмса: Горбун англ. The Adventures Of Sherlock Holmes: The Crooked Man                                   | Великобритания         | «Горбун»                                                                            | Алан Гринт                                             | Джереми Бретт / Дейвид Бёрк                                              | [ 202 ] |
| 1984 | Приключения Шерлока Холмса: Пёстрая лента англ. The Adventures Of Sherlock Holmes: The Speckled Band                          | Великобритания         | «Пёстрая лента»                                                                     | Джон Брюс                                              | Джереми Бретт / Дейвид Бёрк                                              | [ 202 ] |
| 1984 | Приключения Шерлока Холмса: Голубой карбункул англ. The Adventures Of Sherlock Holmes: The Blue Carbuncle                     | Великобритания         | «Голубой карбункул»                                                                 | Дейвид Карсон                                          | Джереми Бретт / Дейвид Бёрк                                              | [ 202 ] |
| 1985 | Приключения Шерлока Холмса: Медные буки англ. The Adventures Of Sherlock Holmes: The Copper Beeches                           | Великобритания         | «Медные буки»                                                                       | Пол Аннетт                                             | Джереми Бретт / Дейвид Бёрк                                              | [ 203 ] |
| 1985 | Приключения Шерлока Холмса: Переводчик с греческого англ. The Adventures Of Sherlock Holmes: The Greek Interpreter            | Великобритания         | «Случай с переводчиком»                                                             | Алан Гринт                                             | Джереми Бретт / Дейвид Бёрк                                              | [ 204 ] |
| 1985 | Приключения Шерлока Холмса: Подрядчик из Норвуда англ. The Adventures Of Sherlock Holmes: The Norwood Builder                 | Великобритания         | «Подрядчик из Норвуда»                                                              | Кен Грив                                               | Джереми Бретт / Дейвид Бёрк                                              | [ 204 ] |
| 1985 | Приключения Шерлока Холмса: Постоянный пациент англ. The Adventures Of Sherlock Holmes: The Resident Patient                  | Великобритания         | «Постоянный пациент»                                                                | Дейвид Карсон                                          | Джереми Бретт / Дейвид Бёрк                                              | [ 204 ] |
| 1985 | Приключения Шерлока Холмса: Союз рыжих англ. The Adventures Of Sherlock Holmes: Red Headed League                             | Великобритания         | «Союз рыжих»                                                                        | Джон Брюс                                              | Джереми Бретт / Дейвид Бёрк                                              | [ 204 ] |
| 1985 | Приключения Шерлока Холмса: Последнее дело Холмса англ. The Adventures Of Sherlock Holmes: The Final Problem                  | Великобритания         | «Последнее дело Холмса»                                                             | Алан Гринт                                             | Джереми Бретт / Дейвид Бёрк                                              | [ 204 ] |
| 1985 | Молодой Шерлок Холмс англ. Young Sherlock Holmes                                                                              | Великобритания         | оригинальный сценарий                                                               | Барри Левинсон                                         | Николас Роу / Алан Кокс                                                  | [ 205 ] |
| 1985 | Мы с Шерлоком Холмсом | СССР                   |                                                                                     | Владимир Попов                                         | Василий Ливанов (озвучка) / Андрей Миронов (озвучка, пёс Том)            |         |
| 1986 | Приключения Шерлока Холмса и доктора Ватсона: Двадцатый век начинается                                                        | СССР                   | «Палец инженера» «Второе пятно» «Его прощальный поклон» «Чертежи Брюса-Партингтона» | Игорь Масленников                                      | Василий Ливанов / Виталий Соломин                                        | [ 192 ] |
| 1986 | Возвращение Шерлока Холмса: Пустой дом англ. The Return of Sherlock Holmes: The Empty House                                   | Великобритания         | «Пустой дом»                                                                        | Ховард Бейкер                                          | Джереми Бретт / Эдвард Хардвик                                           | [ 206 ] |
| 1986 | Возвращение Шерлока Холмса: Случай в интернате англ. The Return of Sherlock Holmes: The Priory School                         | Великобритания         | «Случай в интернате»                                                                | Джон Мэдден                                            | Джереми Бретт / Эдвард Хардвик                                           | [ 206 ] |
| 1986 | Возвращение Шерлока Холмса: Второе пятно англ. The Return of Sherlock Holmes: The Second Stain                                | Великобритания         | «Второе пятно»                                                                      | Джон Брюс                                              | Джереми Бретт / Эдвард Хардвик                                           | [ 206 ] |
| 1986 | Возвращение Шерлока Холмса: Обряд дома Месгрейвов англ. The Return of Sherlock Holmes: The Musgrave Ritual                    | Великобритания         | «Обряд дома Месгрейвов»                                                             | Дейвид Карсон                                          | Джереми Бретт / Эдвард Хардвик                                           | [ 206 ] |
| 1986 | Возвращение Шерлока Холмса: Эбби-Грейндж англ. The Return of Sherlock Holmes: The Abbey Grange                                | Великобритания         | «Убийство в Эбби-Грейндж»                                                           | Питер Хаммонд                                          | Джереми Бретт / Эдвард Хардвик                                           | [ 206 ] |
| 1986 | Возвращение Шерлока Холмса: Человек с рассечённой губой англ. The Return of Sherlock Holmes: The Man with the Twisted Lip     | Великобритания         | «Человек с рассечённой губой»                                                       | Патрик Лау                                             | Джереми Бретт / Эдвард Хардвик                                           | [ 206 ] |
| 1986 | Возвращение Шерлока Холмса: Шесть Наполеонов англ. The Return of Sherlock Holmes: The Six Napoleons                           | Великобритания         | «Шесть Наполеонов»                                                                  | Дейвид Карсон                                          | Джереми Бретт / Эдвард Хардвик                                           | [ 206 ] |
| 1986 | Мой нежно любимый детектив | СССР                   | оригинальный сценарий, пародия                                                      | Алексей Симонов                                        | Екатерина Васильева (Шерли Холмс) / Галина Щепетнова (Джейн Ватсон)      | [ 207 ] |
| 1986 | Великий мышиный сыщик англ. The Great Mouse Detective                                                                         | США                    | серия книг Ив Тайтус и Пола Галдроуна «Бэзил с Бейкер-стрит»                        | Джон Маскер Рон Клементс Дэвид Микенер Барни Мэттинсон | Барри Ингем (озвучка, Бэзил) / Вэл Баттин (озвучка, доктор Дэвид Доусон) | [ 208 ] |
| 1987 | Знак четырёх | англ. The Sign of Four | Великобритания                                                                      | Питер Хаммонд                                          | Джереми Бретт / Эдвард Хардвик                                           | [ 209 ] |
| 1987 | Потеря личного друга англ. The Loss of a Personal Friend                                                                      | Великобритания         | «Последнее дело Холмса»                                                             | Эн Джи Бристоу                                         | Питер Хардинг / Иэн Прайс                                                | [ 210 ] |
| 1987 | Возвращение Шерлока Холмса англ. The Return of Sherlock Holmes                                                                | США                    | оригинальный сценарий                                                               | Кевин Коннор                                           | Майкл Пеннингтон / Маргарет Колин (Джейн Ватсон)                         | [ 211 ] |
| 1988 | Возвращение Шерлока Холмса: Дьяволова нога англ. The Return of Sherlock Holmes: The Devil’s Foot                              | Великобритания         | «Дьяволова нога»                                                                    | Кен Хэннам                                             | Джереми Бретт / Эдвард Хардвик                                           | [ 212 ] |
| 1988 | Возвращение Шерлока Холмса: Серебряный англ. The Return of Sherlock Holmes: Silver Blaze                                      | Великобритания         | «Серебряный»                                                                        | Брайан Миллз                                           | Джереми Бретт / Эдвард Хардвик                                           | [ 213 ] |
| 1988 | Возвращение Шерлока Холмса: В Сиреневой Сторожке англ. The Return of Sherlock Holmes: Wisteria Lodge                          | Великобритания         | «В Сиреневой Сторожке»                                                              | Питер Хаммонд                                          | Джереми Бретт / Эдвард Хардвик                                           | [ 213 ] |
| 1988 | Возвращение Шерлока Холмса: Чертежи Брюса-Партингтона англ. The Return of Sherlock Holmes: The Bruce-Partington Plans         | Великобритания         | «Чертежи Брюса-Партингтона»                                                         | Джон Горри                                             | Джереми Бретт / Эдвард Хардвик                                           | [ 213 ] |
| 1988 | Собака Баскервилей англ. The Hound of the Baskervilles                                                                        | Великобритания         | «Собака Баскервилей»                                                                | Брайан Миллс                                           | Джереми Бретт / Эдвард Хардвик                                           | [ 214 ] |
| 1988 | Без единой улики англ. Without A Clue                                                                                         | Великобритания · США   | оригинальный сценарий, пародия                                                      | Том Эберхардт                                          | Майкл Кейн / Бен Кингсли                                                 | [ 215 ] |
| 1988 | Звёздный путь: Следующее поколение: Элементарно, дорогой Дейта! англ. Star Trek: The Next Generation: Elementary, Dear Data   | США                    | оригинальный сценарий                                                               | Роб Боумен                                             | Брент Спайнер (Дейта) / Левар Бертон (Джорди Ла Форж)                    | [ 216 ] |
| 1989 | Альфред Хичкок представляет: Мой дорогой Ватсон англ. Alfred Hitchcock Presents: My Dear Watson                               | США                    | оригинальный сценарий                                                               | Хорхе Монтеси                                          | Брайан Бедворд / Патрик Монктон                                          | [ 217 ] |
| 1989 | Руки убийцы англ. Hands of a Murderer                                                                                         | США                    | оригинальный сценарий                                                               | Стюарт Орм                                             | Эдвард Вудвард / Джон Хиллерман                                          | [ 218 ] |

## 1991—2000
| Год  | Название | Страна                                                         | Первоисточник                          | Режиссёр                               | В ролях: Холмс / Ватсон                                                                                 |         |
| ---- | --- | -------------------------------------------------------------- | -------------------------------------- | -------------------------------------- | --- | ------- |
| 1991 | Кровавый крестоносец англ. The Crucifer of Blood                                                                                        | США                                                            | «Знак четырёх»                         | Фрейзер Хестон                         | Чарлтон Хестон / Ричард Джонсон                                                                         | [ 219 ] |
| 1991 | Происшествие на водопаде Виктория англ. Incident at Victoria Falls                                                                      | Великобритания · Италия · Бельгия · Люксембург · Франция · США | «Знак четырёх» и оригинальный сценарий | Билл Коркоран                          | Кристофер Ли / Патрик Макни                                                                             | [ 220 ] |
| 1991 | Шерлок Холмс и примадонна англ. Sherlock Holmes and the Leading Lady                                                                    | Великобритания · Италия · Бельгия · Люксембург · Франция · США | оригинальный сценарий                  | Петер Шашди                            | Кристофер Ли / Патрик Макни                                                                             | [ 221 ] |
| 1991 | Мастер шантажа англ. The Master Blackmailer                                                                                             | Великобритания                                                 | «Конец Чарльза Огастеса Милвертона»    | Питер Хаммонд                          | Джереми Бретт / Эдвард Хардвик                                                                          | [ 222 ] |
| 1991 | Архив Шерлока Холмса: Исчезновение леди Фрэнсис Карфэкс англ. The Casebook of Sherlock Holmes: The Disappearance of Lady Frances Carfax | Великобритания                                                 | «Исчезновение леди Фрэнсис Карфэкс»    | Джон Мэдден                            | Джереми Бретт / Эдвард Хардвик                                                                          | [ 223 ] |
| 1991 | Архив Шерлока Холмса: Загадка Торского моста англ. The Casebook of Sherlock Holmes: The Problem of Thor Bridge                          | Великобритания                                                 | «Загадка Торского моста»               | Майкл Симпсон                          | Джереми Бретт / Эдвард Хардвик                                                                          | [ 223 ] |
| 1991 | Архив Шерлока Холмса: Тайна Боскомской долины англ. The Casebook of Sherlock Holmes: The Boscombe Valley Mystery                        | Великобритания                                                 | «Тайна Боскомской долины»              | Джун Хоусон                            | Джереми Бретт / Эдвард Хардвик                                                                          | [ 223 ] |
| 1991 | Архив Шерлока Холмса: Знатный клиент англ. The Casebook of Sherlock Holmes: The Illustrious Client                                      | Великобритания                                                 | «Знатный клиент»                       | Тим Салливан                           | Джереми Бретт / Эдвард Хардвик                                                                          | [ 223 ] |
| 1991 | Архив Шерлока Холмса: Загадка поместья Шоскомб англ. The Casebook of Sherlock Holmes: Shoscombe Old Place                               | Великобритания                                                 | «Загадка поместья Шоскомб»             | Патрик Лау                             | Джереми Бретт / Эдвард Хардвик                                                                          | [ 223 ] |
| 1991 | Архив Шерлока Холмса: Человек на четвереньках англ. The Casebook of Sherlock Holmes: The Creeping Man                                   | Великобритания                                                 | «Человек на четвереньках»              | Тим Салливан                           | Джереми Бретт / Эдвард Хардвик                                                                          | [ 223 ] |
| 1992 | Избираемый холостяк англ. The Eligible Bachelor                                                                                         | Великобритания                                                 | «Знатный холостяк»                     | Питер Хэммонд                          | Джереми Бретт / Эдвард Хардвик                                                                          | [ 224 ] |
| 1992 | Последний вампир англ. The Last Vampyre                                                                                                 | Великобритания                                                 | «Вампир в Суссексе»                    | Тим Салливан                           | Джереми Бретт / Эдвард Хардвик                                                                          | [ 225 ] |
| 1992 | Шерлок Холмс в Каракасе исп. Sherlock Holmes en Caracas                                                                                 | Венесуэла                                                      | «Вампир в Суссексе», пародия           | Хуан Фресан                            | Жан Мануэль Монтесинос / Жильбер Дакурнан                                                               | [ 226 ] |
| 1993 | Бейкер-стрит: Возвращение Шерлока Холмса англ. 1994 Baker Street: Sherlock Holmes Returns                                               | США                                                            | оригинальный сценарий                  | Кеннет Джонсон                         | Энтони Хиггинс / Дебра Фарентино (Эми Уинслоу)                                                          | [ 227 ] |
| 1993 | Лондонская ищейка англ. The Hound of London                                                                                             | Люксембург · Канада                                            | оригинальный сценарий                  | Жиль Летурно Питер Рейнолдс-Лонг       | Патрик Макни / Джон Скот-Паджет                                                                         | [ 228 ] |
| 1993 | Тайны Старого Лондона англ. Orson & Olivia                                                                                              | Франция · Италия                                               |                                        | Артур Квак                             | Не указан в русском дубляже / Не указан в русском дубляже                                               |         |
| 1993 | Звёздный путь: Следующее поколение: Корабль в бутылке англ. Star Trek: The Next Generation: Ship in a Bottle                            | США                                                            | оригинальный сценарий                  | Александер Сингер                      | Брент Спайнер (Дейта) / Левар Бертон (Джорди Ла Форж)                                                   | [ 229 ] |
| 1994 | Шерлок Холмс и китайский героин кит. 福爾摩斯與中國女俠                                                                                 | Китай                                                          | оригинальный сценарий                  | Liu Yun-Zhou Wang Chi                  | Fan Ai Li / Xu Zhongquan                                                                                | [ 70 ]  |
| 1994 | Мемуары Шерлока Холмса: Три конька англ. The Memoirs of Sherlock Holmes: The Three Gables                                               | Великобритания                                                 | «Происшествие на вилле “Три конька”»   | Питер Хаммонд                          | Джереми Бретт / Эдвард Хардвик                                                                          | [ 230 ] |
| 1994 | Мемуары Шерлока Холмса: Шерлок Холмс при смерти англ. The Memoirs of Sherlock Holmes: The Dying Detective                               | Великобритания                                                 | «Шерлок Холмс при смерти»              | Сара Хеллингс                          | Джереми Бретт / Эдвард Хардвик                                                                          | [ 230 ] |
| 1994 | Мемуары Шерлока Холмса: Пенсне в золотой оправе англ. The Memoirs of Sherlock Holmes: The Golden Pince-Nez                              | Великобритания                                                 | «Пенсне в золотой оправе»              | Питер Хаммонд                          | Джереми Бретт / Эдвард Хардвик                                                                          | [ 230 ] |
| 1994 | Мемуары Шерлока Холмса: Алое кольцо англ. The Memoirs of Sherlock Holmes: The Red Circle                                                | Великобритания                                                 | «Алое кольцо»                          | Сара Хеллингс                          | Джереми Бретт / Эдвард Хардвик                                                                          | [ 230 ] |
| 1994 | Мемуары Шерлока Холмса: Камень Мазарини англ. The Memoirs of Sherlock Holmes: The Mazarin Stone                                         | Великобритания                                                 | «Камень Мазарини»                      | Питер Хаммонд                          | Джереми Бретт / Эдвард Хардвик                                                                          | [ 230 ] |
| 1994 | Мемуары Шерлока Холмса: Картонная коробка англ. The Memoirs of Sherlock Holmes: The Cardboard Box                                       | Великобритания                                                 | «Картонная коробка»                    | Сара Хеллингс                          | Джереми Бретт / Эдвард Хардвик                                                                          | [ 231 ] |
| 1998 | Собака Баскервилей англ. The Hound of the Baskervilles                                                                                  |                                                                |                                        | Энид Уильямс                           | Клайв Мэррисон / Майкл Уильямс                                                                          |         |
| 1997 | Приключения Ширли Холмс англ. The Adventures of Shirley Holmes                                                                          | Канада                                                         |                                        | Гари Харви, Норма Бэйли, Рик Стивенсон | Мередит Хендерсон /                                                                                     |         |
| 1999 | Танго Бейкер-стрит порт. O Xangô de Baker Street                                                                                        | Португалия · Бразилия                                          | одноимённая книга Жо Соареса           | Мигель Фария                           | Жоаким Ди Алмейда Энтони О’Доннелл                                                                      | [ 232 ] |
| 1999 | Шерлок Холмс в XXII веке: Последняя загадка англ. Sherlock Holmes in the 22nd Century: The Final Problem                                | Великобритания · США                                           | «Последнее дело Холмса»                | Скотт Хемминг Робер Бруссо             | Джейсон Грей-Стэнфорд (озвучка) / Джон Пейн                                                             | [ 233 ] |
| 1999 | Шерлок Холмс в XXII веке: Машина преступлений англ. Sherlock Holmes in the 22nd Century: The Crime Machine                              | Великобритания · США                                           | «Долина страха»                        | Скотт Хемминг Робер Бруссо             | Джейсон Грей-Стэнфорд (озвучка) / Джон Пейн                                                             | [ 233 ] |
| 1999 | Шерлок Холмс в XXII веке: Собака Баскервилей англ. Sherlock Holmes in the 22nd Century: The Hounds of the Baskervilles                  | Великобритания · США                                           | «Собака Баскервилей»                   | Скотт Хемминг Робер Бруссо             | Джейсон Грей-Стэнфорд (озвучка) / Джон Пейн                                                             | [ 233 ] |
| 1999 | Шерлок Холмс в XXII веке: Постоянный пациент англ. Sherlock Holmes in the 22nd Century: The Resident Patient                            | Великобритания · США                                           | «Постоянный пациент»                   | Скотт Хемминг Робер Бруссо             | Джейсон Грей-Стэнфорд (озвучка) / Джон Пейн                                                             | [ 233 ] |
| 1999 | Шерлок Холмс в XXII веке: Шкала правосудия англ. Sherlock Holmes in the 22nd Century: The Scales of Justice                             | Великобритания · США                                           | «Пёстрая лента»                        | Скотт Хемминг Робер Бруссо             | Джейсон Грей-Стэнфорд (озвучка) / Джон Пейн                                                             | [ 233 ] |
| 1999 | Шерлок Холмс в XXII веке: Пляшущие человечки англ. Sherlock Holmes in the 22nd Century: The Adventure of the Dancing Men                | Великобритания · США                                           | «Пляшущие человечки»                   | Скотт Хемминг Робер Бруссо             | Джейсон Грей-Стэнфорд (озвучка) / Джон Пейн                                                             | [ 234 ] |
| 1999 | Шерлок Холмс в XXII веке: Горбун англ. Sherlock Holmes in the 22nd Century: The Crooked Man                                             | Великобритания · США                                           | «Горбун»                               | Скотт Хемминг Робер Бруссо             | Джейсон Грей-Стэнфорд (озвучка) / Джон Пейн                                                             | [ 234 ] |
| 1999 | Шерлок Холмс в XXII веке: Пустой дом англ. Sherlock Holmes in the 22nd Century: The Adventure of the Empty House                        | Великобритания · США                                           | «Пустой дом»                           | Скотт Хемминг Робер Бруссо             | Джейсон Грей-Стэнфорд (озвучка) / Джон Пейн                                                             | [ 234 ] |
| 1999 | Шерлок Холмс в XXII веке: Запутавшийся сыщик англ. Sherlock Holmes in the 22nd Century: The Adventure of the Deranged Detective         | Великобритания · США                                           | «Шерлок Холмс при смерти»              | Скотт Хемминг Робер Бруссо             | Джейсон Грей-Стэнфорд (озвучка) / Джон Пейн                                                             | [ 234 ] |
| 1999 | Шерлок Холмс в XXII веке: Серебряный англ. Sherlock Holmes in the 22nd Century: Silver Blaze                                            | Великобритания · США                                           | «Серебряный»                           | Скотт Хемминг Робер Бруссо             | Джейсон Грей-Стэнфорд (озвучка) / Джон Пейн                                                             | [ 234 ] |
| 1999 | Шерлок Холмс в XXII веке: Знак четырёх англ. Sherlock Holmes in the 22nd Century: The Sign of Four                                      | Великобритания · США                                           | «Знак четырёх»                         | Скотт Хемминг Робер Бруссо             | Джейсон Грей-Стэнфорд (озвучка) / Джон Пейн                                                             | [ 234 ] |
| 1999 | Шерлок Холмс в XXII веке: Суссекский вампир англ. Sherlock Holmes in the 22nd Century: The Adventure of the Sussex Vampire Lot          | Великобритания · США                                           | «Вампир в Суссексе»                    | Скотт Хемминг Робер Бруссо             | Джейсон Грей-Стэнфорд (озвучка) / Джон Пейн                                                             | [ 234 ] |
| 1999 | Шерлок Холмс в XXII веке: Обряд дома Месгрейвов англ. Sherlock Holmes in the 22nd Century: The Musgrave Ritual                          | Великобритания · США                                           | «Обряд дома Месгрейвов»                | Скотт Хемминг Робер Бруссо             | Джейсон Грей-Стэнфорд (озвучка) / Джон Пейн                                                             | [ 234 ] |
| 2000 | Шерлок Холмс в XXII веке: Голубой карбункул англ. Sherlock Holmes in the 22nd Century: Blue carbuncle                                   | Великобритания · США                                           | «Голубой карбункул»                    | Скотт Хемминг Робер Бруссо             | Джейсон Грей-Стэнфорд (озвучка) / Джон Пейн                                                             | [ 235 ] |
| 2000 | Шерлок Холмс в XXII веке: Пять зёрнышек апельсина англ. Sherlock Holmes in the 22nd Century: The Five Orange Pips                       | Великобритания · США                                           | «Пять зёрнышек апельсина»              | Скотт Хемминг Робер Бруссо             | Джейсон Грей-Стэнфорд (озвучка) / Джон Пейн                                                             | [ 235 ] |
| 2000 | Шерлок Холмс в XXII веке: Союз рыжих англ. Sherlock Holmes in the 22nd Century: The Red-Headed League                                   | Великобритания · США                                           | «Союз рыжих»                           | Скотт Хемминг Робер Бруссо             | Джейсон Грей-Стэнфорд (озвучка) / Джон Пейн                                                             | [ 235 ] |
| 2000 | Шерлок Холмс в XXII веке: Человек с рассечённой губой англ. Sherlock Holmes in the 22nd Century: The Man with the Twisted Lip           | Великобритания · США                                           | «Человек с рассечённой губой»          | Скотт Хемминг Робер Бруссо             | Джейсон Грей-Стэнфорд (озвучка) / Джон Пейн                                                             | [ 235 ] |
| 2000 | Собака Баскервилей англ. The Hound of the Baskervilles                                                                                  | Канада                                                         | «Собака Баскервилей»                   | Родни Гиббонс                          | Мэтт Фрюэр / Кеннет Уэлш                                                                                | [ 236 ] |
| 2000 | Воспоминания о Шерлоке Холмсе | Россия                                                         |                                        | Игорь Масленников                      | Василий Ливанов / Виталий Соломин                                                                       |         |
| 2000 | Комнаты смерти: Тёмное происхождение Шерлока Холмса англ. Murder Rooms: The Dark Beginnings of Sherlock Holmes                          | Великобритания · США                                           | оригинальный сценарий                  | Пол Сид                                | Иэн Ричардсон (д-р Джозеф Белл — возможный прототип Шерлока Холмса) / Робин Лэнг (сэр Артур Конан Дойл) | [ 237 ] |

## 2001—2010
| Год       | Название | Страна               | Первоисточник             | Режиссёр                   | В ролях: Холмс / Ватсон                                             |         |
| --------- | --- | -------------------- | ------------------------- | -------------------------- | ------------------------------------------------------------------- | ------- |
| 2000      | Шерлок Холмс в XXII веке: Тайный сейф англ. Sherlock Holmes in the 22nd Century: The Secret Safe                               | Великобритания · США | «Его прощальный поклон»   | Скотт Хемминг Робер Бруссо | Джейсон Грей-Стэнфорд (озвучка) / Джон Пейн                         | [ 238 ] |
| 2000      | Шерлок Холмс в XXII веке: Второе пятно англ. Sherlock Holmes in the 22nd Century: The Adventure of the Second Stain            | Великобритания · США | «Второе пятно»            | Скотт Хемминг Робер Бруссо | Джейсон Грей-Стэнфорд (озвучка) / Джон Пейн                         | [ 238 ] |
| 2000      | Шерлок Холмс в XXII веке: Палец инженера англ. Sherlock Holmes in the 22nd Century: The Adventure of the Engineer's Thumb      | Великобритания · США | «Палец инженера»          | Скотт Хемминг Робер Бруссо | Джейсон Грей-Стэнфорд (озвучка) / Джон Пейн                         | [ 238 ] |
| 2000      | Шерлок Холмс в XXII веке: Глория Скотт англ. Sherlock Holmes in the 22nd Century: The Gloria Scott                             | Великобритания · США | «Глория Скотт»            | Скотт Хемминг Робер Бруссо | Джейсон Грей-Стэнфорд (озвучка) / Джон Пейн                         | [ 238 ] |
| 2000      | Шерлок Холмс в XXII веке: Шесть Наполеонов англ. Sherlock Holmes in the 22nd Century: The Adventure of the Six Napoleons       | Великобритания · США | «Шесть Наполеонов»        | Скотт Хемминг Робер Бруссо | Джейсон Грей-Стэнфорд (озвучка) / Джон Пейн                         | [ 238 ] |
| 2000      | Шерлок Холмс в XXII веке: Человек на четвереньках англ. Sherlock Holmes in the 22nd Century: The Adventure of the Creeping Man | Великобритания · США | «Человек на четвереньках» | Скотт Хемминг Робер Бруссо | Джейсон Грей-Стэнфорд (озвучка) / Джон Пейн                         | [ 238 ] |
| 2000      | Шерлок Холмс в XXII веке: Берилловая панель англ. Sherlock Holmes in the 22nd Century: The Adventure of the Beryl Board        | Великобритания · США | «Берилловая диадема»      | Скотт Хемминг Робер Бруссо | Джейсон Грей-Стэнфорд (озвучка) / Джон Пейн                         | [ 238 ] |
| 2000      | Шерлок Холмс в XXII веке: Чип Мазарини англ. Sherlock Holmes in the 22nd Century: The Adventure of the Mazarin Chip            | Великобритания · США | «Камень Мазарини»         | Скотт Хемминг Робер Бруссо | Джейсон Грей-Стэнфорд (озвучка) / Джон Пейн                         | [ 238 ] |
| 2000      | Шерлок Холмс в XXII веке: Установление личности англ. Sherlock Holmes in the 22nd Century: A Case of Identity                  | Великобритания · США | «Установление личности»   | Скотт Хемминг Робер Бруссо | Джейсон Грей-Стэнфорд (озвучка) / Джон Пейн                         | [ 238 ] |
| 2001      | Комнаты смерти: Глаза пациентки англ. Murder Rooms: The Patient's Eyes                                                         | Великобритания · США | оригинальный сценарий     | Тим Файуэлл                | Иэн Ричардсон (д-р Джозеф Белл — возможный прототип Шерлока Холмса) | [ 239 ] |
| 2001      | Комнаты смерти: Кресло фотографа англ. Murder Rooms: The Photographer's Chair                                                  | Великобритания · США | оригинальный сценарий     | Пол Маркус                 | Иэн Ричардсон (д-р Джозеф Белл — возможный прототип Шерлока Холмса) | [ 239 ] |
| 2001      | Комнаты смерти: Царство костей англ. Murder Rooms: The Kingdom of Bones                                                        | Великобритания · США | оригинальный сценарий     | Саймон Лангтон             | Иэн Ричардсон (д-р Джозеф Белл — возможный прототип Шерлока Холмса) | [ 239 ] |
| 2001      | Комнаты смерти: Комбинация белого коня англ. Murder Rooms: The White Knight Stratagem                                          | Великобритания · США | оригинальный сценарий     | Пол Маркус                 | Иэн Ричардсон (д-р Джозеф Белл — возможный прототип Шерлока Холмса) | [ 237 ] |
| 2001      | Шерлок Холмс и доктор Ватсон: Королевский скандал англ. The Royal Scandal                                                      | Канада               |                           | Родни Гиббонс              | Мэтт Фрюэр / Кеннет Уэлш                                            |         |
| 2001      | Знак четырёх англ. The Sign of Four                                                                                            | Канада               | «Знак четырёх»            | Родни Гиббонс              | Мэтт Фрюэр / Кеннет Уэлш                                            | [ 240 ] |
| 2002      | Собака Баскервилей англ. The Hound of the Baskervilles                                                                         | Великобритания       | «Собака Баскервилей»      | Дэвид Эттвуд               | Ричард Роксбург / Иэн Харт                                          |         |
| 2002      | Дело о вампире из Уайтчэпела англ. The Case of the Whitechapel Vampire                                                         | Канада               |                           | Родни Гиббонс              | Мэтт Фрюэр / Кеннет Уэлш                                            |         |
| 2004      | Шерлок Холмс и дело о шелковом чулке англ. Sherlock Holmes and the Case of the Silk Stocking                                   | США                  |                           | Саймон Селлан Джонс        | Руперт Эверетт / Иэн Харт                                           |         |
| 2005      | Шерлок Холмс и доктор Ватсон: Убийство лорда Уотербрука                                                                        | Россия               |                           | Александр Бубнов           | Алексей Колган (озвучка)                                            |         |
| 2007      | Шерлок Холмс и чумазые сыщики с Бэйкер-стрит англ. Sherlock Holmes and the Baker Street Irregulars                             | Великобритания       |                           | Джулиан Кемп               | Джонатан Прайс / Билл Паттерсон                                     |         |
| 2009      | Шерлок Холмс англ. Sherlock Holmes                                                                                             | США · Великобритания |                           | Гай Ричи                   | Роберт Дауни-младший / Джуд Лоу                                     |         |
| 2009      | Угроза из прошлого англ. Sherlock Holmes                                                                                       | США                  |                           | Рейчел Голденберг          | Бэн Синдер / Гарет Дэвид-Ллойд                                      |         |
| 2010      | Том и Джерри: Шерлок Холмс англ. Tom and Jerry Meet Sherlock Holmes                                                            | США                  |                           | Спайк Брандт Джефф Сьержи  | Майкл Йорк (озвучка) / Джон Рис-Дэвис (озвучка)                     |         |
| 2010-2017 | Шерлок англ. Sherlock | Великобритания       |                           | разные                     | Бенедикт Камбербэтч / Мартин Фримен                                 |         |

## 2011—2020
| Год       | Название                                                        | Страна               | Первоисточник                       | Режиссёр         | В ролях: Холмс / Ватсон                                                   |  |
| --------- | --------------------------------------------------------------- | -------------------- | ----------------------------------- | ---------------- | ------------------------------------------------------------------------- |  |
| 2011      | Шерлок Холмс: Игра теней англ. Sherlock Holmes: Game of Shadows | США · Великобритания |                                     | Гай Ричи         | Роберт Дауни-младший / Джуд Лоу                                           |  |
| 2012-2019 | Элементарно англ. Elementary                                    | США                  |                                     | разные           | Джонни Ли Миллер / Люси Лью (Джоан Ватсон)                                |  |
| 2012      | Шерлок Холмс и чёрные человечки                                 | Украина              |                                     | Александр Бубнов | Алексей Колган (озвучка)                                                  |  |
| 2013      | Шерлок Холмс                                                    | Россия               |                                     | Андрей Кавун     | Игорь Петренко / Андрей Панин                                             |  |
| 2015      | Мистер Холмс англ. Mr. Holmes                                   | США · Великобритания |                                     | Билл Кондон      | Иэн Маккеллен Николас Роу (камео) / Колин Старки                          |  |
| 2017      | Холмс & Ватсон англ. Holmes & Watson                            | США                  |                                     | Итан Коэн        | Уилл Феррелл / Джон Си Райли                                              |  |
| 2018      | Мисс Шерлок англ. Miss Sherlock                                 | Япония               |                                     | разные           | Юко Такэути (Сара Шелли «Шерлок» Футаба) / Сихори Кандзия (Вато Татибана) |  |
| 2019      | Шерлок из Кабукитё англ. Kabukichou Sherlock                    | Япония               |                                     | Ай Ёсимура       | Кацуюки Кониси (озвучка) / Юити Накамура (озвучка)                        |  |
| 2020      | Шерлок в России                                                 | Россия               |                                     | Нурбек Эген      | Максим Матвеев / Андрей Феськов                                           |  |
| 2020-2021 | Патриот Мориарти англ. Moriarty the Patriot                     | Япония               |                                     | Кадзуя Номура    | Макото Фурукава (озвучка) / Юки Оно (озвучка)                             |  |
| 2020      | Энола Холмс англ. Enola Holmes                                  | США                  | Нэнси Спрингер. «Тайны Энолы Холмс» | Гарри Брэдбир    | Генри Кавилл                                                              |  |

## 2021—2030
| Год  | Название                                    | Страна         | Первоисточник                                  | Режиссёр                                       | В ролях: Холмс / Ватсон                            |  |
| ---- | ------------------------------------------- | -------------- | ---------------------------------------------- | ---------------------------------------------- | -------------------------------------------------- |  |
| 2021 | Нерегулярные части англ. The Irregulars     | Великобритания |                                                | Джонни Аллан, Джосс Агнью, Вероника Тофильская | Генри Ллойд-Хьюз / Ройс Пирресон                   |  |
| 2022 | Энола Холмс 2 англ. Enola Holmes 2          | США            | Нэнси Спрингер. «Тайны Энолы Холмс»            | Гарри Брэдбир                                  | Генри Кавилл / Химеш Патель                        |  |
| 2024 | Мадемуазель Холмс англ. Mademoiselle Holmes | Франция        |                                                | разные                                         | Лола Девер (Чарли Холмс) / Том Вилла (Сэми Ватель) |  |
| 2025 | Ватсон англ. Watson                         | США            |                                                | разные                                         | Мэтт Берри (озвучка) / Моррис Честнат              |  |
| 2025 | Шерлок и дочь англ. Sherlock & Daughter     | США            |                                                | Брин Хиггинс                                   | Дэвид Тьюлис / Шон Дагган                          |  |
| 2025 | Молодой Шерлок англ. Young Sherlock         | Великобритания | Энди Лейн. «Молодой Шерлок Холмс» (серия книг) | Гай Ричи                                       | Хиро Файнс-Тиффин / нет                            |  |

## Комментарии
1. ↑  Не сохранился. Также «Похищенная ради выкупа» (англ. Held for a Ransom)
2. ↑  Не сохранился
3. ↑  Не сохранился
4. ↑  Фильм снабжён синхронизированной граммофонной звуковой дорожкой
5. ↑  Не сохранился
6. ↑  Французское название неизвестно
7. ↑  Не сохранился
8. ↑  Французское название неизвестно
9. ↑  Не сохранился
10. ↑  Не сохранился
11. ↑  Оригинальное французское название неизвестно
12. ↑  Оригинальное итальянское название неизвестно
13. ↑  Оригинальное итальянское название неизвестно
14. ↑  Не сохранился. Состоял из как минимум двух частей, одна из которых называлась «Оборотень» (нем. Der Wärwolf)
15. ↑  Не сохранился
16. ↑  Не сохранился
17. ↑  Не сохранился
18. ↑  Не сохранился
19. ↑  Не сохранился
20. ↑  Не сохранился
21. ↑  Не сохранился
22. ↑  Не сохранился
23. ↑  Не сохранился
24. ↑  Не сохранился
25. ↑  Не сохранился
26. ↑  Не сохранился
27. ↑  Не сохранился
28. ↑  Не сохранился
29. ↑  Не сохранился
30. ↑  Не сохранился
31. ↑  Не сохранился
32. ↑  Британский пропагандистский минутный ролик, в котором Холмс и Ватсон объясняют, как экономить уголь для отопления в условиях войны
33. ↑  Объединённые и дублированные на немецкий язык американские фильмы «Багровый коготь» и «Паучиха»
34. ↑  Объединённые и дублированные на немецкий язык американские фильмы «Шерлок Холмс перед лицом смерти» и «Жемчужина смерти»
35. ↑  Пилотная серия для последовавшего за ней сериала «Шерлок Холмс» (1965—1968)
36. ↑  В заметке о фильме «Женщина, которая...» назван «В. Зуфером»
37. ↑  В заметке назван «А. Стацинским»
38. ↑  Не сохранился
39. ↑  Согласно книге Барнса, премьера состоялась 11 июля 1999; согласно сайту IMDb — 31 января 2000.